# La Uña
La Uña es una localidad española perteneciente al municipio de Acebedo, en la provincia de León, comunidad autónoma de Castilla y León.
Es un pueblo apacible y acogedor, de arquitectura ganadera –viviendas y cuadras–, con algunas casas remozadas y otras de nueva construcción, manteniendo muchas de ellas sus tradicionales fachadas de piedra.

## Toponimia

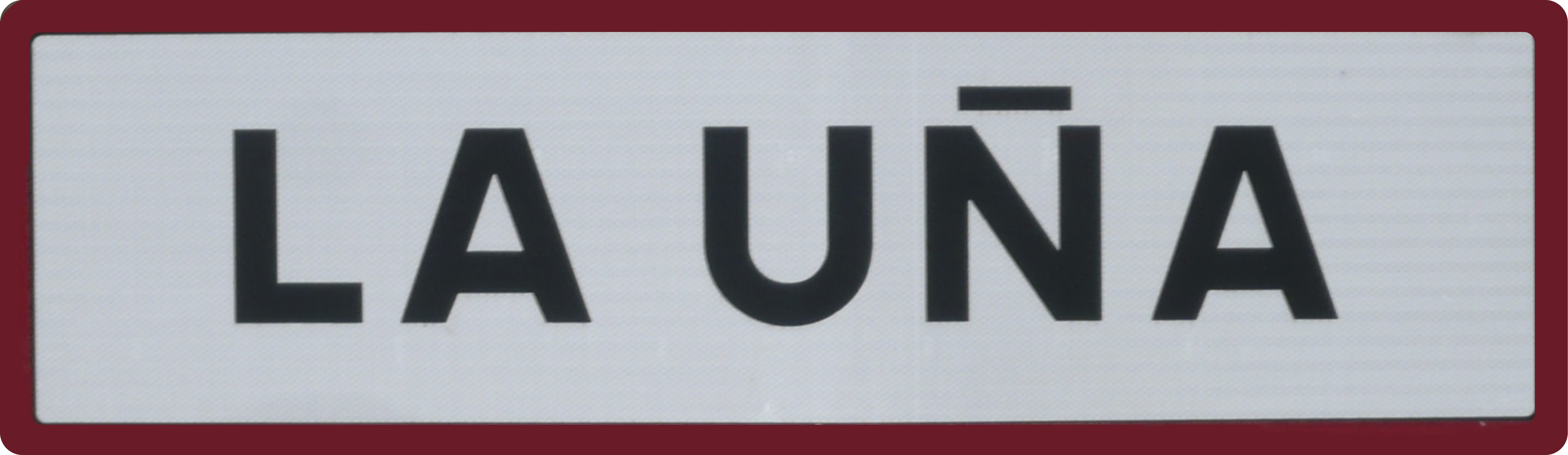
Cartel de entrada

Son varios los ejemplos del topónimo "Uña" en España, Uña (Cuenca), Uña de Quintana (Zamora), Uña (Valle de Arán, donde aparece también el río Unhola) o la desaparecida La Uña (Badajoz) que aparece en el decreto de división provincial de 1833, del ministro Javier de Burgos. También se encuentra en Portugal Unhão, en Francia (Uruña, Urrugne), en Italia (Unghia) y en Rumanía (río Unghia Mare). Otros ejemplos de poblaciones que contienen el vocablo serían Coruña, Iguña, Tajuña, Camuña, Orduña, Visuña, Oruña, Torremuña, o Iruña. También son varias las poblaciones con las variantes "eña" (Urueña) y "oña" como Piloña, Oña, Oñate, Santoña, Onsoña.
Son varias las hipótesis sobre el origen del topónimo La Uña, que como se ha dicho no es privativo de esta zona norteña. En una primera hipótesis derivaría del latín UNGULA (uña), que a través de una serie de cambios fonéticos acabaría en la palabra castellana ‘uña’. En el caso de que este fuera el origen del nombre de esta población habría que tomarlo en sentido metafórico. Así como la uña es la parte final del dedo y por ende del pie, la población así llamada tendría su origen en que es la última de un valle, que es el de Valdeburón. También se ha sugerido que el megalito del valle de Valdosín, de aspecto ungulado, pudiera ser el origen del nombre del pueblo de La Uña.
Otros autores sostienen que podría derivar del orónimo prelatino *UNC-ULA (montaña), pues rodeada de montañas está La Uña. Un tercera hipótesis le atribuye un origen céltico *ONNA (fresno) o precéltico *ONNO (curso de agua, fuente). Ambas etimologías podrían valer para La Uña.
Menos probable es que el topónimo La Uña provenga de una evolución fonética del nombre de la ciudad prerromana de VADINIA. Esta evolución fonética al castellano o al leonés no la creen posible otros autores. Por último, y por su similitud con la localidad de Oña en Burgos podría proceder del euskera OIN-A (pie, base, pie de monte), lo cual encaja con la situación topográfica de La Uña. O igualmente del euskera UNI-A (garganta del río).

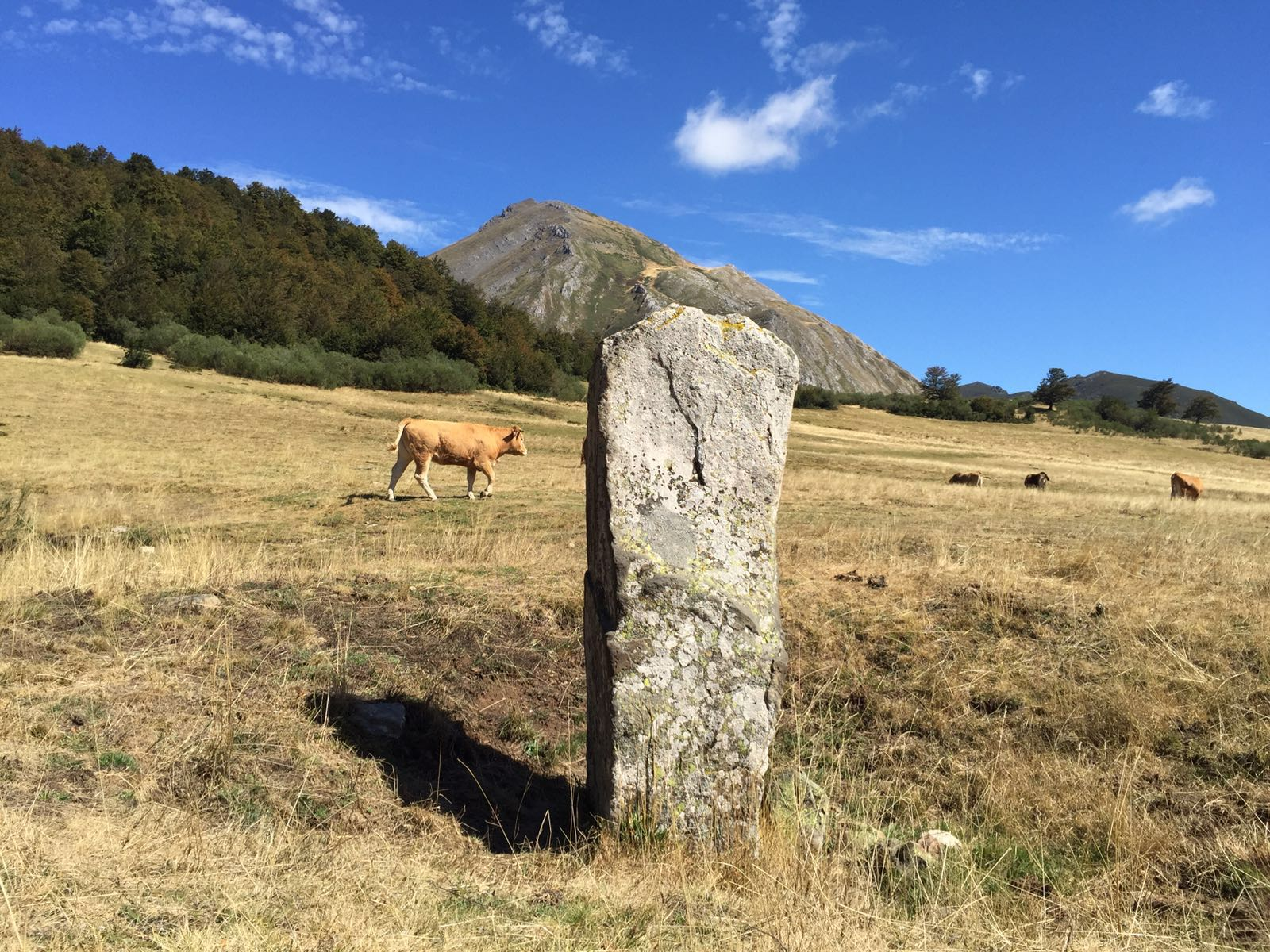
Megalito de La Uña. En el valle de Valdosín

En definitiva el origen del topónimo La Uña (León) sigue siendo desconocido, aunque son diversas las hipótesis, unas con mayor probabilidad que otras de estar en su nacimiento, pero ninguna con evidencia probatoria.
En documentos de los siglos XI y XII sale a relucir el pueblo, pero mencionado como San Cristóbal o iglesia de San Cristóbal. Así, en 1089, Domingo y su madre Flámula, donan a Sahagún un “monasterio situado en territorio de Riaño, en donde nace el Esla, que linda con Martín Díaz y con la iglesia de San Cristóbal”… En 1110 el presbítero Domingo Vellitez, dona a Sahagún “sus heredades en tierra de Riaño; en San Cristóbal donde nace el Esla… El término La Uña no es citado en documentos conocidos hasta el siglo XIII, apareciendo como “La Huna” y “Sant Christoual de la Unla”. Estos datos parecen indicar que, al menos hasta el siglo XIII, además de la advocación de la iglesia del pueblo a este santo, al lugar se le denominaba como San Cristóbal o San Cristóbal de La Uña, perdiendo posteriormente el nombre del santo y quedándose solo con el topónimo de La Uña.

## Geografía física

### Ubicación

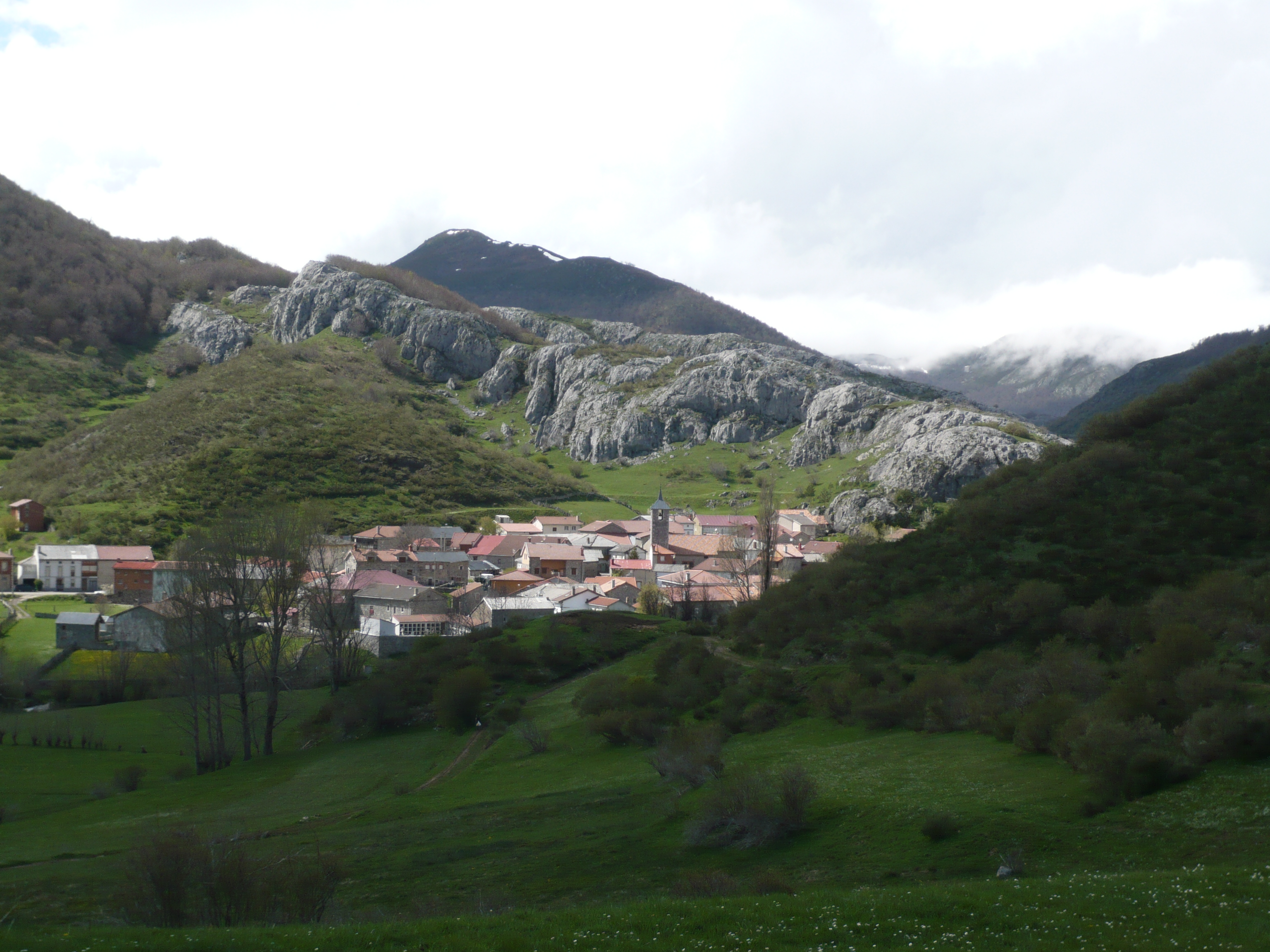
Pueblo de La Uña

El pueblo de La Uña está situado en la montaña de Riaño, en el valle de Valdeburón, a unos 20 km de Riaño, en un largo y abierto valle que sigue el curso del río Esla en sus primeros kilómetros de existencia. El pueblo está ubicado a la derecha del río Esla, salvo un pequeño número de casas que quedan en la margen izquierda del río. La parte superior del pueblo está cerrada por una sierra caliza de escasa altura que lo protege de las inclemencias del norte y que deja espacio solo para el río, la carretera y poco más, abriéndose de nuevo el valle tras el paso de esta angostura.
Los terrenos de La Uña limitan con los de Acebedo y Lario al sur, Maraña al oeste, Polvoredo y Retuerto al este y Principado de Asturias al norte.
El pueblo se encuentra dentro del Parque Regional Montaña de Riaño y Mampodre. Es un pintoresco pueblo de montaña, rodeado de prados, bosques y altas cumbres.
El pueblo de La Uña está atravesado por la carretera CL-635, que lo divide en dos barrios −el barrio de Arriba y el de Abajo−, siendo el último pueblo de la provincia de León en dirección al puerto de Tarna. Se puede acceder a La Uña por carretera desde Riaño, por la carretera N-625, en dirección a Cangas de Onís y desviándose 7 km más adelante en dirección al puerto de Tarna y Oviedo por la carretera CL-635. Desde Asturias, se llega a través del puerto de Tarna por la carretera AS-117 que sube por la cuenca del Nalón y el parque natural de Redes, continuando en el puerto con la CL-635. Desde Puebla de Lillo, se accede por la LE-333 que enlaza Puebla de Lillo con el puerto de Tarna a través del puerto de las Señales.

### Hidrografía

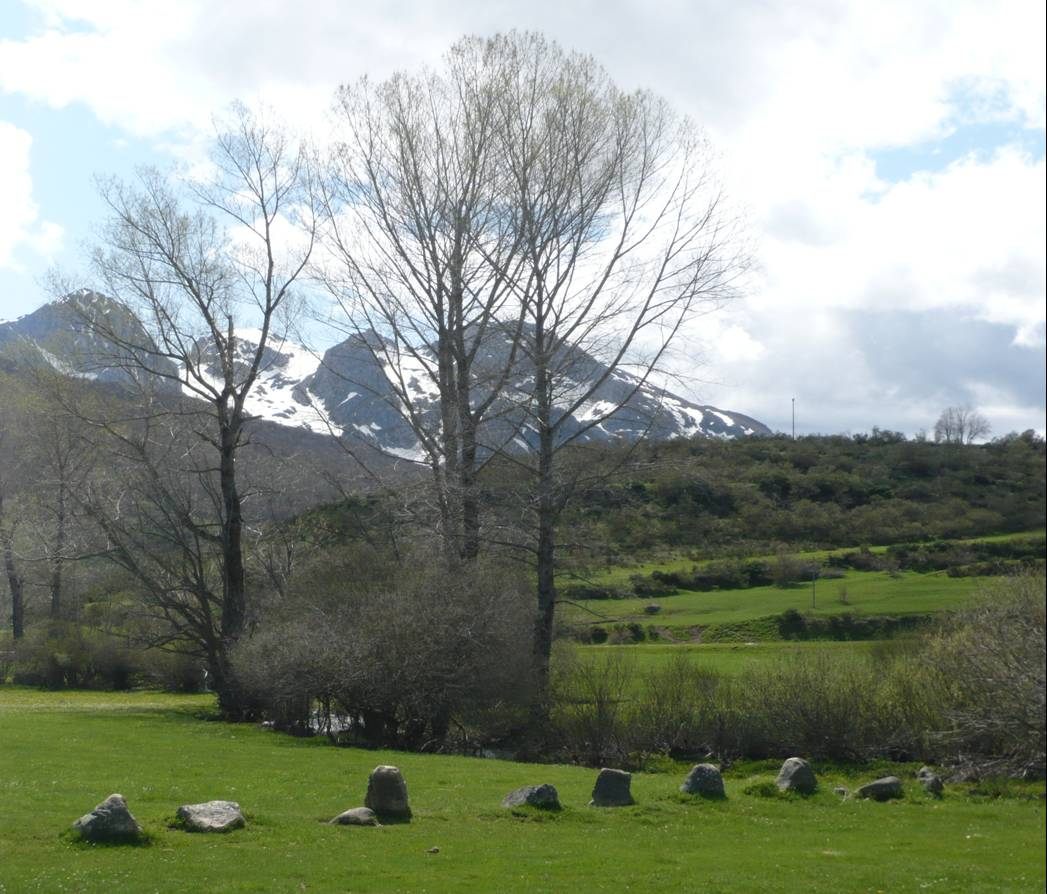
"Mojones" en la Vega Lloso, junto al río

La Uña pertenece a la Cuenca Hidrográfica del Duero, estando en la cabecera de su afluente más importante, el Esla.
El lugar de nacimiento del río Esla ha sido objeto de algunas controversias. Documentos medievales de los siglos XI y XII, ya referidos en el apartado de Toponimia, sitúan el nacimiento del Esla en la zona de La Uña. “monasterio situado en territorio de Riaño, en donde nace el Esla, que linda con Martín Díaz y con la iglesia de San Cristóbal”… “sus heredades en tierra de Riaño; en San Cristóbal donde nace el Esla…. Histórica y tradicionalmente se considera a la fuente del Naranco en Valdosín como el nacimiento oficial del río Esla y así aparece en los mapas oficiales, atlas, y en la cartografía digital.
En el mismo valle de Valdosín se le une el arroyo procedente de la Castellana. Ya en terrenos de La Uña, en la zona baja de las Vegas de Riosol, se le une el río de Riosol, y a la entrada del pueblo de La Uña se le asocia el arroyo de Valagar que trae las aguas procedentes de los valles de Carcedo y de la Horcada.

### Clima
La Uña tiene un clima oceánico fresco de tipo Cfb (templado sin estación seca) según la clasificación climática de Köppen, que corresponde al clima templado/frío propio de la vertiente sur de la Cordillera Cantábrica.
El invierno es muy riguroso y con fuertes y frecuentes heladas, a veces superiores a los 90 días al año. Las precipitaciones de nieve son muy abundantes, con frecuentes nevadas de más de un metro, llegando hasta cerca de 80 días de nieve al año y pudiendo, excepcionalmente, llegar a nevar en puertos y montañas en pleno verano. La amplitud térmica es alta, entre 15 y 18 grados. La temperatura media anual es baja, inferior a 8 °C (8,2 °C en Riaño). La temperatura media en el mes de enero es inferior a 0 °C y en julio inferior a 16 °C.
Las precipitaciones anuales son superiores a los 1000 mm, normalmente entre 1500–2000 mm. Los días de lluvia oscilan entre los 125-150 al año, correspondiendo los meses con menos precipitaciones al verano y siendo julio el mes más seco. Sin embargo, incluso en estos meses son frecuentes la aparición de brumas y nieblas –llamadas cierzo– sobre todo en puertos y montañas, cubriéndolo todo, impidiendo por completo la visibilidad y empapando hasta los huesos a pastores y caminantes, dando más de un susto a unos y otros. La insolación tiene valores bajos, entre 1800 y 2200 horas al año.

## Naturaleza

### Geología
Dicen los expertos que a finales del Cretácico –hace unos 30 millones de años, dentro del Cenozoico– fue cuando comenzó la orogenia alpina y la formación de nuestras montañas, dentro de la Cordillera Cantábrica. A la vez que ocurría este levantamiento, la erosión empezó a labrar los relieves recién aparecidos, afectando de forma diferente a las cuarcitas, conglomerados o calizas –más resistentes a la erosión– que a las margas, pizarras y arenas –menos resistentes–, dando lugar a acusados resaltes entre zonas elevadas (de materiales más duros) y suaves valles (de materiales menos duros). Posteriormente, a partir del Plioceno –hace unos 3 millones de años–, los relieves de la Cordillera Cantábrica sufrirán los efectos erosivos de una red fluvial encajada y de un glaciarismo acusado. El glaciarismo es más manifiesto a partir de los 1400-1500 metros de altura. La nieve y el hielo densamente acumulados originaron lenguas glaciares de varios kilómetros de longitud, aunque en gran parte de los casos, los glaciares eran de tipo circo o pared.

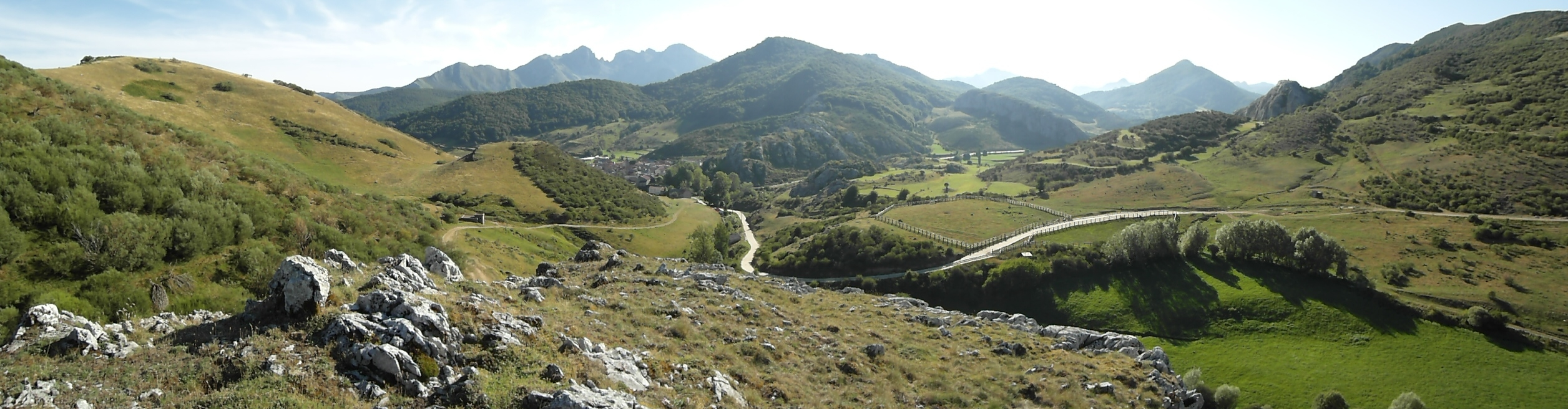
La Uña desde el Melendrín

En La Uña predominan las rocas calizas, visibles no solo en las altas montañas, sino también en las peñas al pie del pueblo –como las sierras a la salida del pueblo hacia el puerto de Tarna, a uno y otro lado de la carretera–. Igualmente son abundantes las pizarras, sobre las que está asentado buena parte del pueblo, y visibles en el cauce del río, sobre todo a la altura del puente, o en la bajada a la plaza, en el Altico, donde el consultorio médico. También son muy evidentes y llamativos los conglomerados que se pueden ver en el camino hacia las Vallinas. Restos de glaciarismo en circo son visibles en la pedriza debajo de la cumbre de la peña Ten.

### Flora

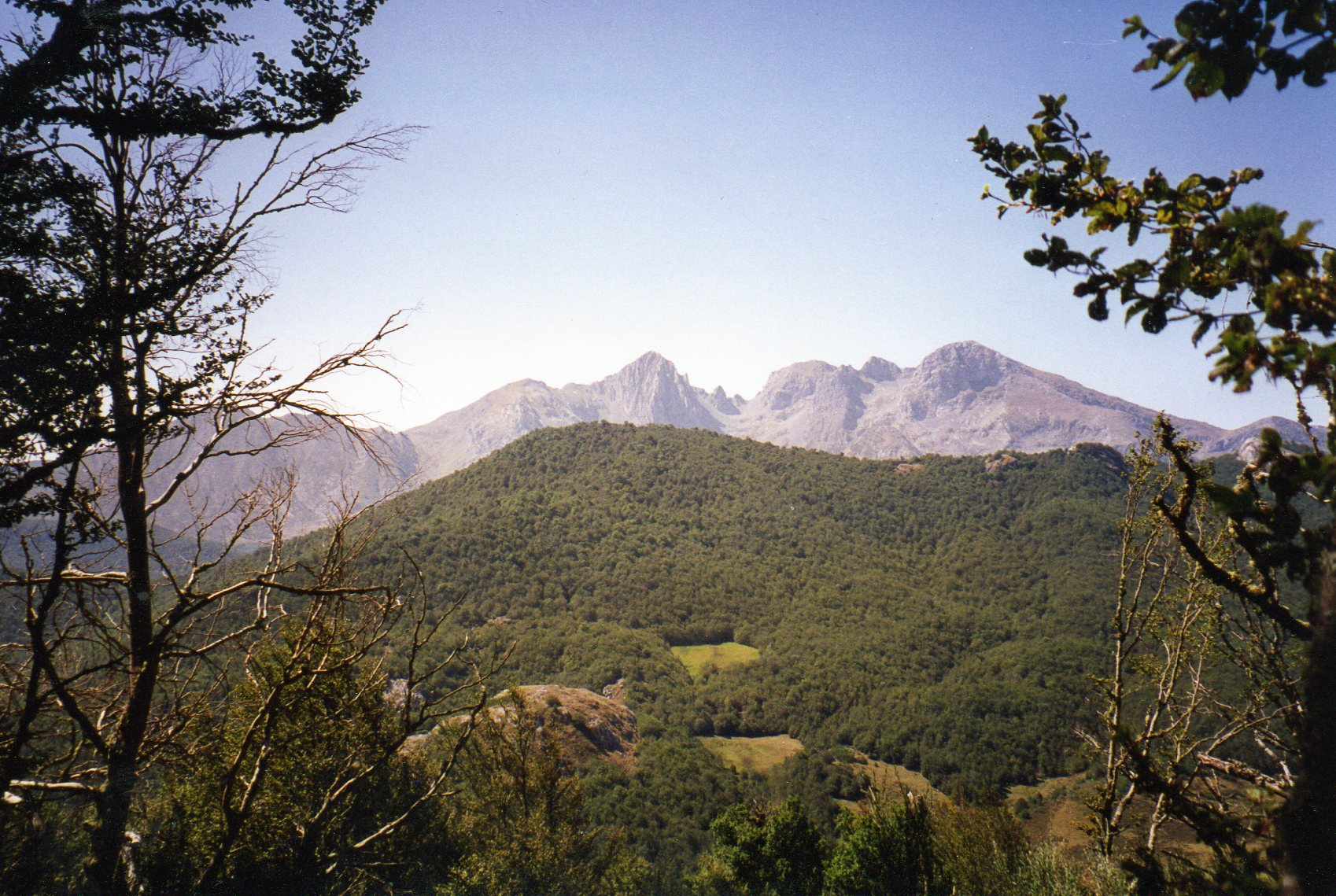
Hayedo del Pico Piñuelo desde el Joyo Robledo. Al fondo los picos del macizo del Mampodre

Entre sus bosques lo más destacable son los hayedos (Joyo Robledo, pico Piñuelo, monte de La Cardosa, etc), aunque también es fácil la observación de otros árboles y arbustos, como robles, tejos, acebos, argomenos –serbal de cazadores-, abedules, chopos y salgueras en las riberas de los ríos, fresnos, saúcos, majuelos, mostajos, enebros, cerezos y manzanos silvestres, avellanos, endrinos, piornos, escobas, brezos, etc.

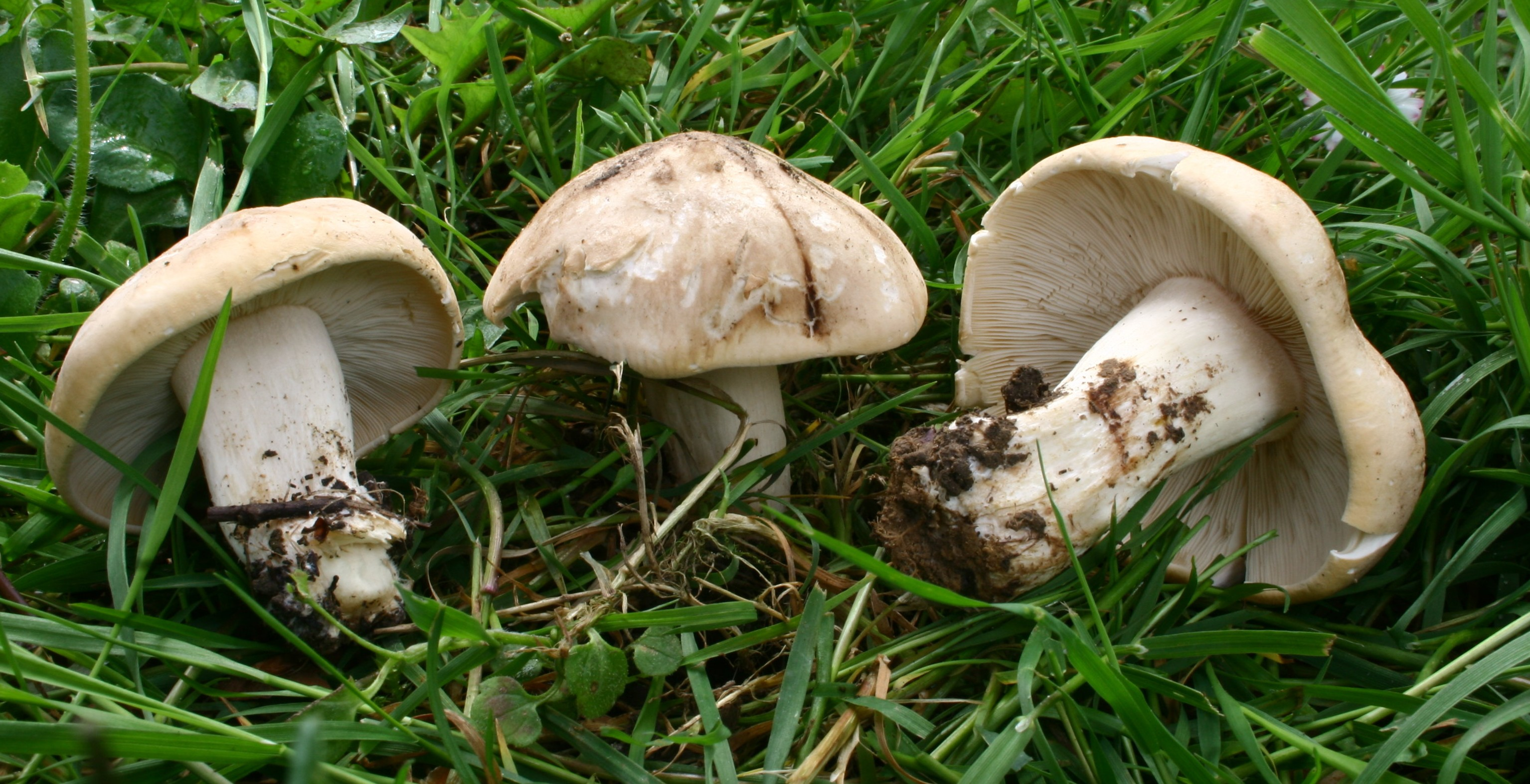
Setas de primavera

El campo ha proporcionado de siempre a los habitantes de La Uña gran cantidad de frutas silvestres y hierbas aromáticas. Entre las primeras cabe destacarse a los arándanos azules, los ciringüémenes –grosellas rojas–, las moras, las altimoras y las endrinas. Algunas se consumen en fresco y otras en orujo, para calentar el invierno. También ha sido La Uña zona de genciana y otras plantas medicinales. Entre las hierbas aromáticas podemos incluir al te de la peña, la menta y el orégano. Mención especial merece la manzanilla amarga de las Vallinas, cuya fama para curar andancios estomacales e intestinales va más allá de las fronteras de la provincia.
El terreno de La Uña es bueno para setas en primavera y en otoño, si el tiempo ha sido favorable. La reina de las setas es la seta de primavera –seta de San Jorge o perrechico–, más tardía que en otros lugares, pero abundante. También abundan las setas de carrerilla –conocidas en La Uña como setas de sapo-, los champiñones silvestres, los boletus y las macrolepiotas. Salvo la apreciada seta de primavera, las otras no se suelen recoger por falta de confianza y porque se considera que no aguantan la comparación con la primera.

### Fauna

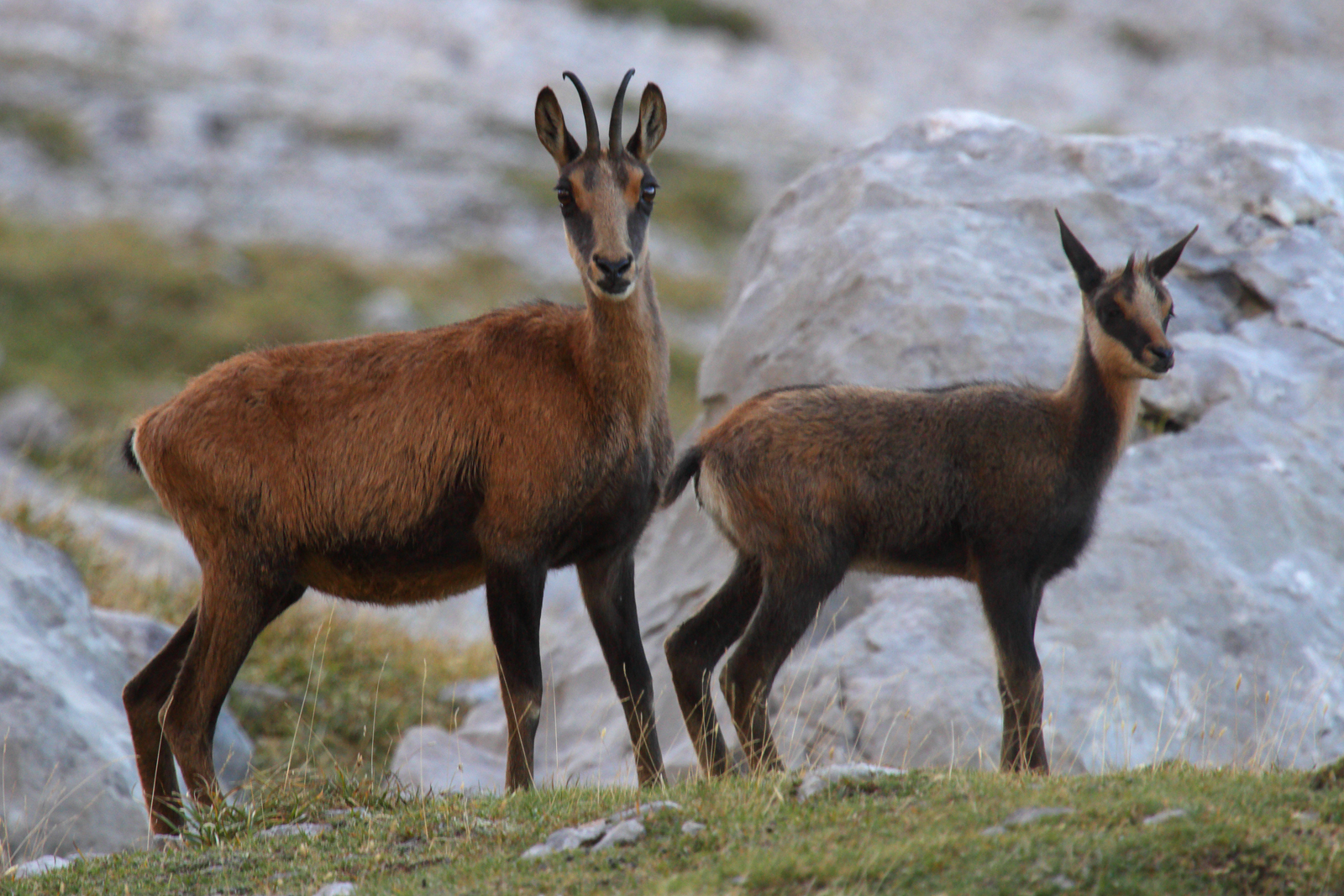
Rebecos

En los montes de La Uña se pueden encontrar corzos, ciervos y rebecos, estos últimos en las peñas más altas. No es raro encontrarse zorros o jabalíes en los prados, y es posible que se pueda ver algún lobo y oso pardo. Más fácil es encontrar algún perro del ganado con pocas ganas de bromas, o algún perro doméstico con malas pulgas. Entre los animalillos más pequeños son comunes los topos, ratones campestres, los desmanes ibéricos, los erizos, y menos visibles los gatos monteses, las comadrejas, los tejones, las garduñas y martas. Hay lagartijas, salamandras, culebras, lisos y alguna víbora cantábrica o de Seoane. Cada vez se ven menos sapos. En los últimos años, por la zona de la cuesta del Melendrín, ha habido algún avistamiento de “gamusinos” –animal mítico de la montaña que se creía en vías de extinción–.
Entre las aves no es difícil observar cernícalos, águilas culebreras y águilas calzadas, siendo menos habituales los buitres, halcones, azores y águilas reales. Más raro aún es observar al mítico urogallo. Destacan por su abundancia los cuervos y las cigüeñas. La perdiz pardilla fue abundante en otro tiempo. Sigue habiendo golondrinas, vencejos, arrendajos, carboneros, verderones, pájaros carpinteros y murciélagos, entre otros, aunque cada vez se ven menos gorriones y jilgueros.
En el río sigue habiendo truchas, aunque muchas menos que antes. Puede uno detenerse a observarlas desde el puente sobre el Esla y el que cruza el arroyo Valagar. Ahora no es raro ver nutrias.
Es un placer ver pastar tan a gusto a vacas y yeguas en los prados que bordean la carretera; sin embargo, con frecuencia les gusta tumbarse al calor del asfalto, sobre todo por la noche, por lo que se aconseja extremar la precaución en la conducción por estas carreteras.

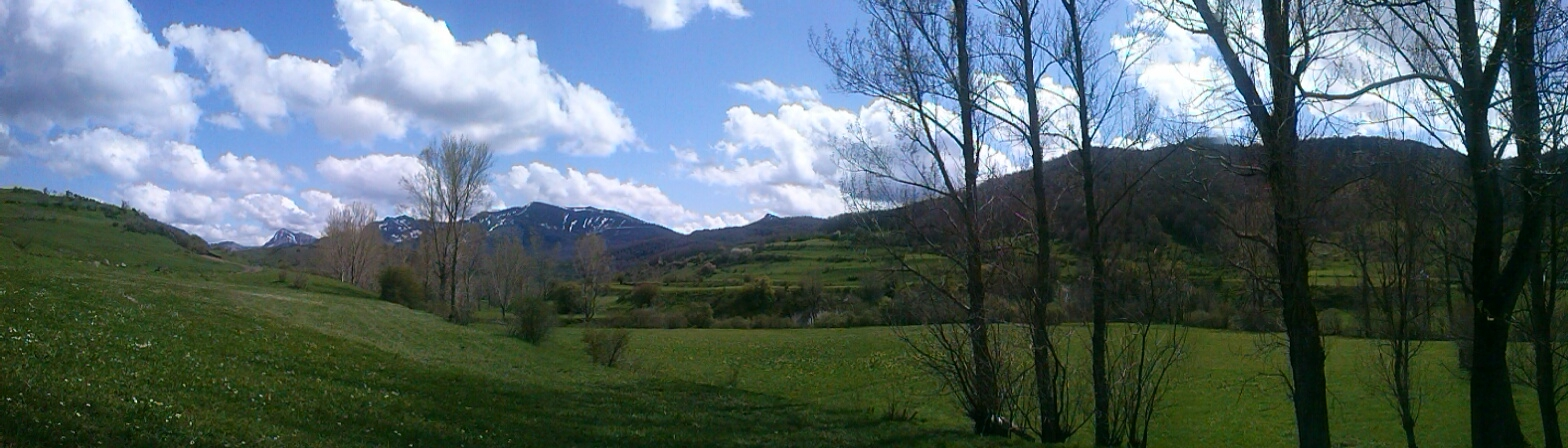
Los prados de la Vega de la Iglesia.

## Historia

### Prehistoria
La Uña está muy representada en la prehistoria de la provincia de León, siendo uno los lugares de la zona con más huellas prehistóricas.

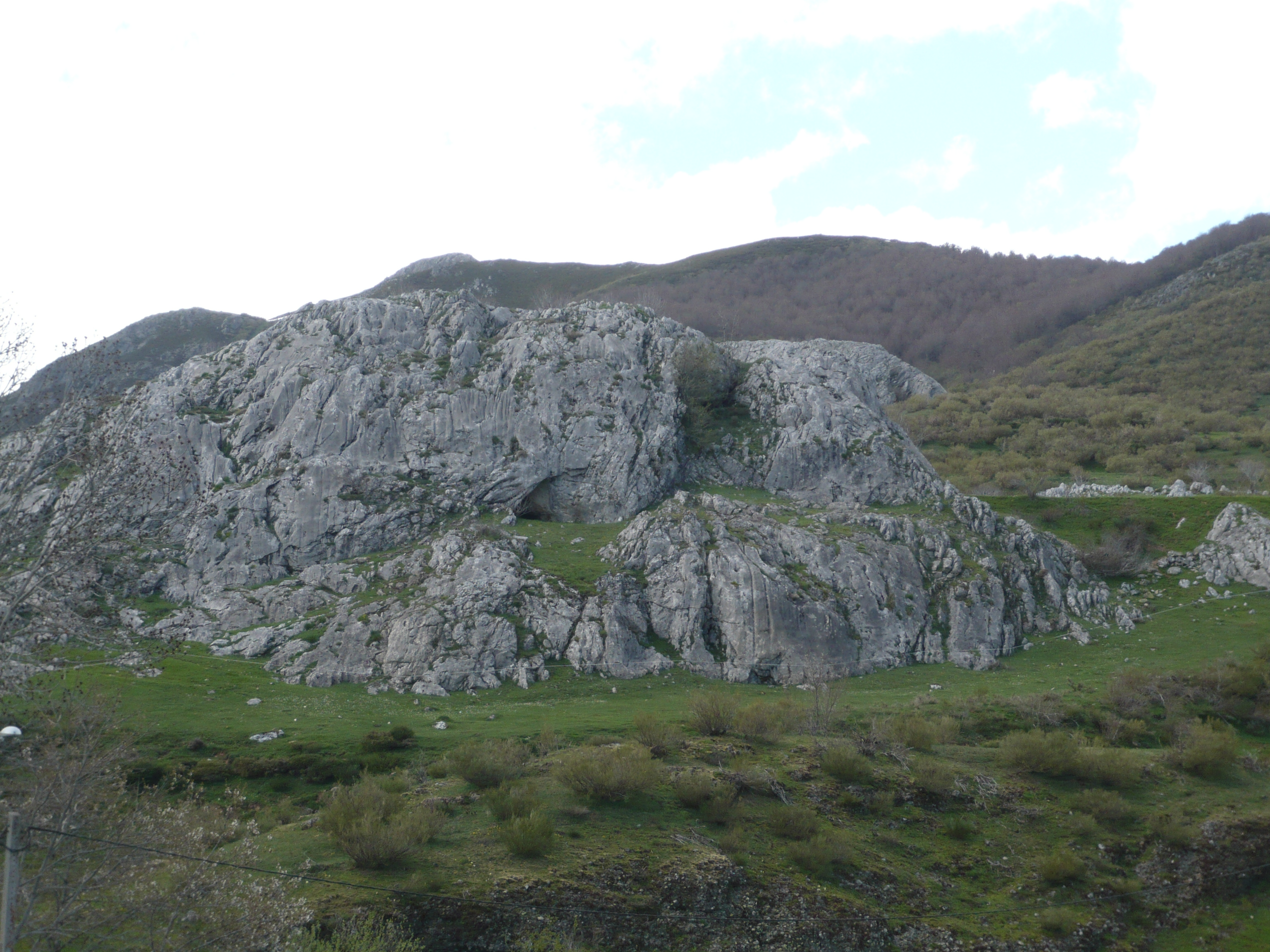
Entrada a la cueva de los burros

- Cueva de la Uña: Conocida en el pueblo como cueva de los Burros. La Universidad de León realizó excavaciones en ella durante al última década del siglo XX y primera del siglo XXI. Han datado varios niveles que van del Paleolítico Medio y Superior al Neolítico. Se ha encontrado en ella mucho material lítico y huesos, así como dos esqueletos, uno de adulto y otro de niño. Otros hallazgos interesantes en la cueva fueron un hogar, situado en el centro de la misma, y dos líneas paralelas grabadas en la pared de la cavidad que podrían ser las primeras muestras de arte rupestre en León.[14][15]
- Monumento megalítico de Valdosín: Ubicado al fondo de dicho valle y conocido también en la zona como el mojón de Piedrahíta. Es un megalito que sobresale del suelo 180 cm, situado en una depresión circular del terreno de unos 8 metros de diámetro. Se trata de un menhir, probablemente con finalidad de funeraria, levantado entre los años 4000-2500 a. C. (períodos Neolítico y Calcolítico).[16][17]
- Castros de la Vega Lloso: En la zona de la Vega Lloso se han descrito seis castros: el de Trascorón –el más antiguo, Edad del Bronce, Calcolítico, 2.000-1.250 años a. C.–, el de las Congostas, el del Cuquiello, el de la Corona, el de la Horcadiella y el de Cerasalina –datados en la Edad de Hierro–, así como varios túmulos funerarios del calcolítico. Esta zona habría estado habitada durante unos 2.000 años. Sorprende a los expertos la existencia de tantos castros cercanos y que, además, parece que coincidieron en el tiempo.[18]

### La Uña prerromana y romana

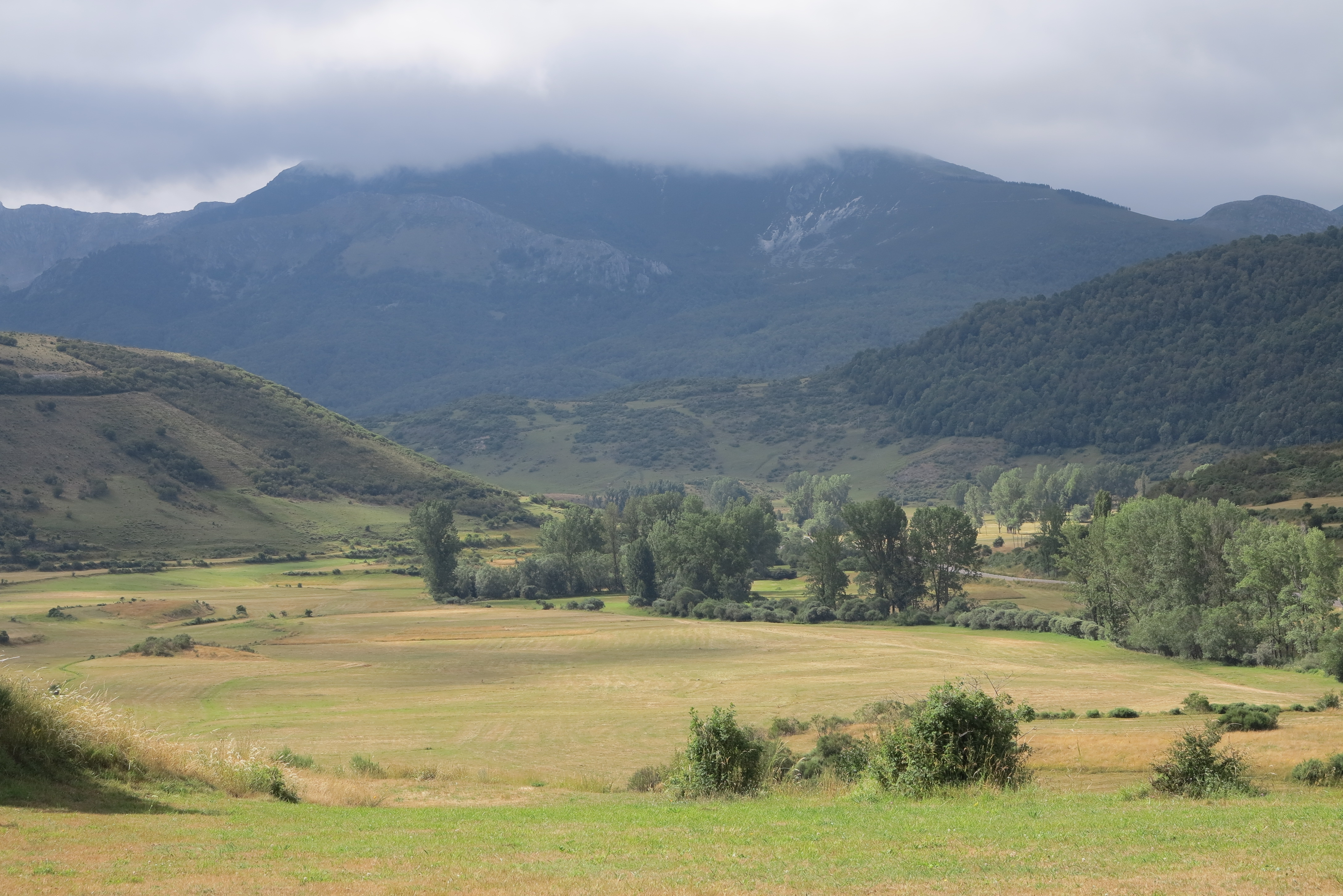
La Vega Lloso desde el Culladiello

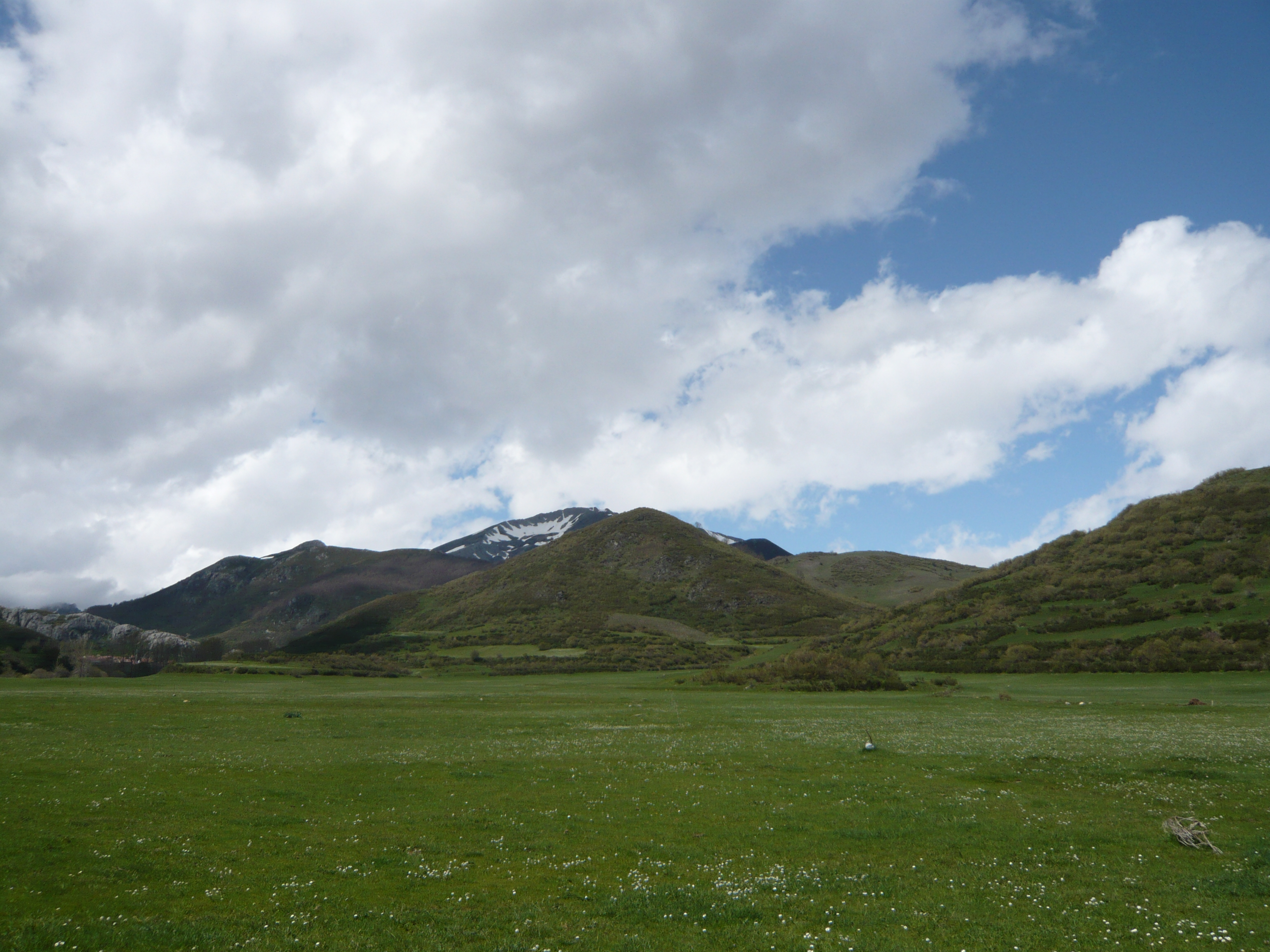
Túmulo en la Vega Lloso

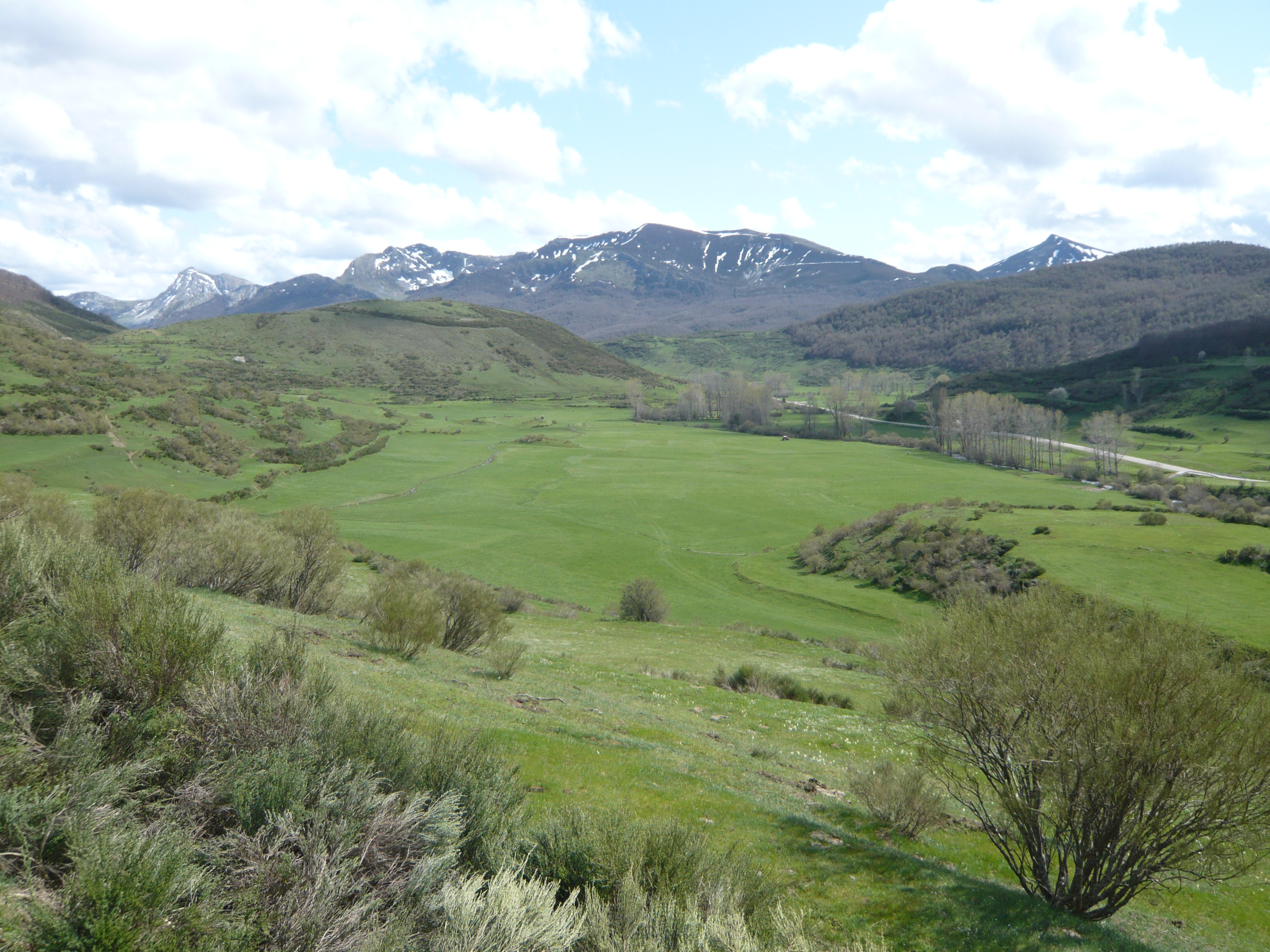
Castro a la derecha en la Vega Lloso

Los astures ocupaban la mayor parte de la provincia de León en la época prerromana y romana; sin embargo, parece que la zona de la montaña de Riaño, incluyendo Valdeburón y el más occidental valle del Porma, estaban ocupados por una tribu cántabra, los vadinienses. En La Uña se conoce la aparición de una lápida vadiniense, dedicada a Aliomo, hijo de Numisio, que al parecer está en Cofiñal. La inscripción que se observa en la lápida es la siguiente:

ALIOMO VICTORINUMISI(i)F(ilio) VADI(niensi)AN(norum) XXVH(ic) S(itus)

La traducción podría ser: Aliomo Victorio. Hijo de Numisio. Vadiniense de 25 años. Aquí yace.
Datada a finales de siglo I d. C. o principios del siglo II d. C., o sea que correspondería a una de las lápidas más antiguas –están datadas entre los siglos I-IV d. C..
Cuando el imperio romano decidió conquistar a cántabros y astures (29-19 a. C.), con César Augusto a la cabeza, partieron hacia el norte tres columnas desde Segisama (Sasamón, en Burgos). Los historiadores no se ponen de acuerdo a la hora de interpretar la toponimia de los lugares de paso de las legiones, pero según Eutimio Martino, la columna más occidental pasó por esta zona y en Burón –Valberga–, se produjo la primera batalla entre cántabros y romanos, con derrota de los cántabros, que hasta entonces batallaban más bien en escaramuzas y guerrillas. Si es cierta esta versión, es fácil pensar que los habitantes de la Vega Lloso tuvieron que salir huyendo, casi con lo puesto, a esconderse en las montañas. Lo que sabemos es que el imperio romano sometió a cántabros y astures, y nos cuentan que construyeron una calzada, para comunicar la zona de Riaño con la de Ponga, que pasaba por el puerto de Ventaniella, de la cual parecen quedar restos en las bajadas del puerto hacia las dos vertientes.

### Edad Media
Estos pueblos de la montaña siguieron siendo levantiscos y aguerridos con los visigodos. Y otro tanto ocurrió con los musulmanes. De todo el mundo es conocido que la Reconquista comenzó en las montañas de los Picos de Europa. En palabras de Eutimio Martino: “En las vegas de Riosol, Ventaniella, Arcenorio y Pontón, bajo la guardia de los Picos, alcanzó su mayoría de edad el joven reino cristiano”.
Además de los documentos ya referidos, en el apartado de Toponimia, de los siglos XI, XII y XIII en que se hace mención al pueblo, en la primera mitad del siglo XIV se escribió el libro de la Montería de Alfonso XI, donde también se menciona a La Uña: “Estos son los montes de Azebedo. Rio de Sel –Riosol– es muy buen monte de oso en verano. Et son las vocerías, la una desde el puerto de Pan de Lanza fasta la collada de la Uña, que non pase por Verrande; et la otra es desde Pan de Lanza fasta collada Fermosa. Et son las armadas, la una en collada Herendia, et la otra en la collada de Zerales”.
A mediados del siglo XV se crea la merindad de Valdeburón. Ya a finales del siglo XIII algunas villas, ciudades y regiones comenzaron a organizarse con el fin de mantener su independencia frente al poder creciente de la alta nobleza, aunque conservándose fieles al servicio de la corona real. Así se formaron las merindades. La merindad era, por tanto, un realengo no sometido a ningún señor, y que elegía a su merino, una especie de presidente con facultades para hacer justicia y cobrar los impuestos en nombre del rey. Estas merindades fueron frecuentes en Castilla, en la zona norte de Burgos, pero en León solo se conoce la merindad de Valdeburón. La Uña formó parte de esta merindad, dentro del concejo de Maraña, junto con las zonas de Burón, Sajambre, Valdeón y Alión.

### Tiempos más modernos

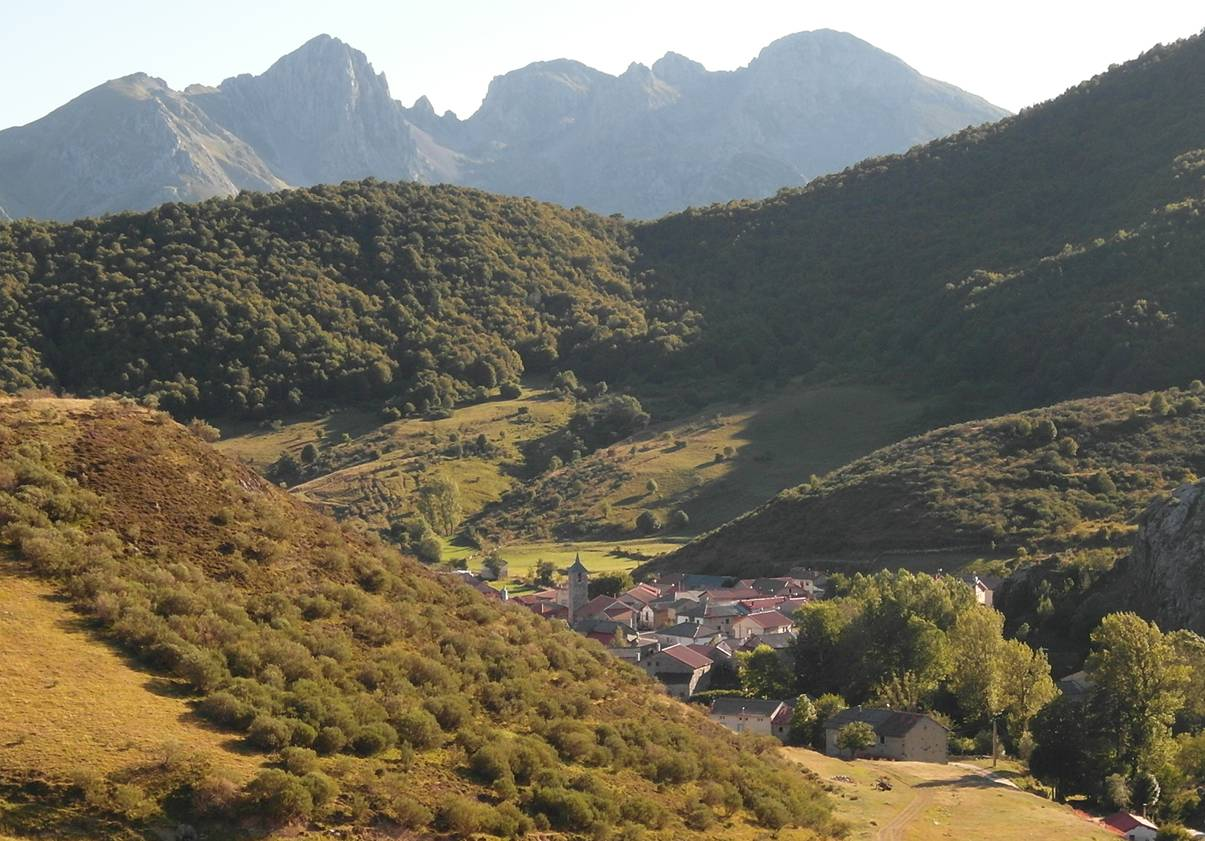
La Uña. Al fondo Mampodre

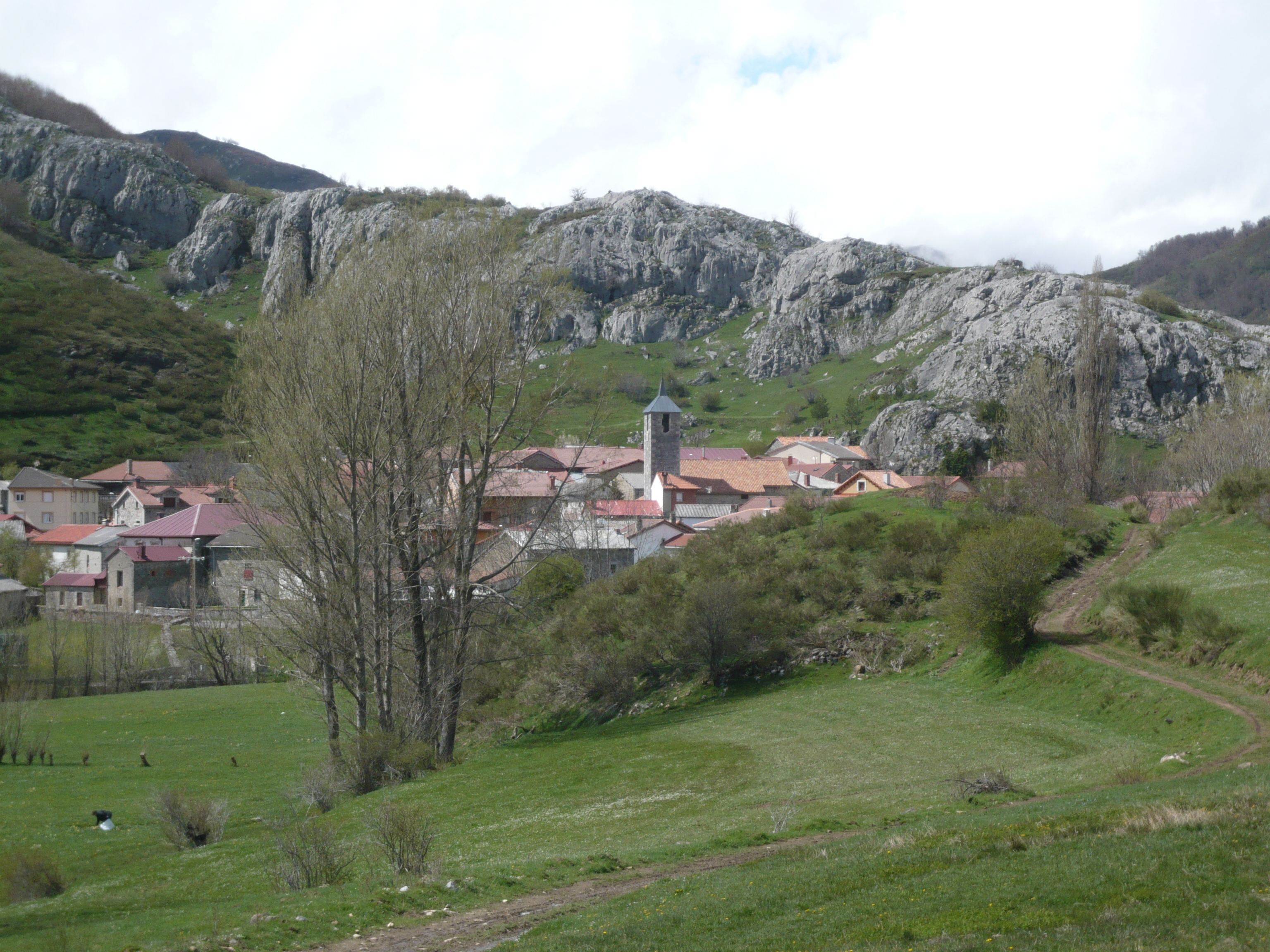
Pueblo de La Uña

El medio de sustento de La Uña ha sido tradicionalmente la ganadería. La agricultura nunca fue el fuerte de estas tierras. Así describe a La Uña el Diccionario Madoz de 1845: “Lugar en la provincia y diócesis de León, partido judicial de Riaño, audiencia territorial y capitanía general de Valladolid, ayuntamiento de Acebedo. SIT. á la bajada del puerto de Ventaniella; su CLIMA es frío y nevoso, pero sano…El TERRENO es de mediana calidad, pero infructífero por las muchas nieves; solo produce: patatas, algún centeno y pastos, POBL. 23 vec, 90 almas…”.
Además de la ganadería y la agricultura, en el siglo XVIII era un oficio frecuente el de molinero –había cuatro molinos en el pueblo–. Más frecuente aún era la profesión de pastor trashumante. Así en el Catastro de Ensenada de Ciudad Real en 1751, figuran como pastores trashumantes muchas personas de pueblos de la montaña de Riaño, enrolados en los rebaños de dos ganaderos de esa ciudad, mencionándose como vecinos de La Uña a dos rabadanes, cuatro ayudadores y tres zagales. La Uña arrendaba varios puertos para ovejas finas a otros ganaderos, por lo que probablemente otros rebaños de la zona también contasen con pastores del pueblo; un número considerable en todo caso para un pueblo tan pequeño.

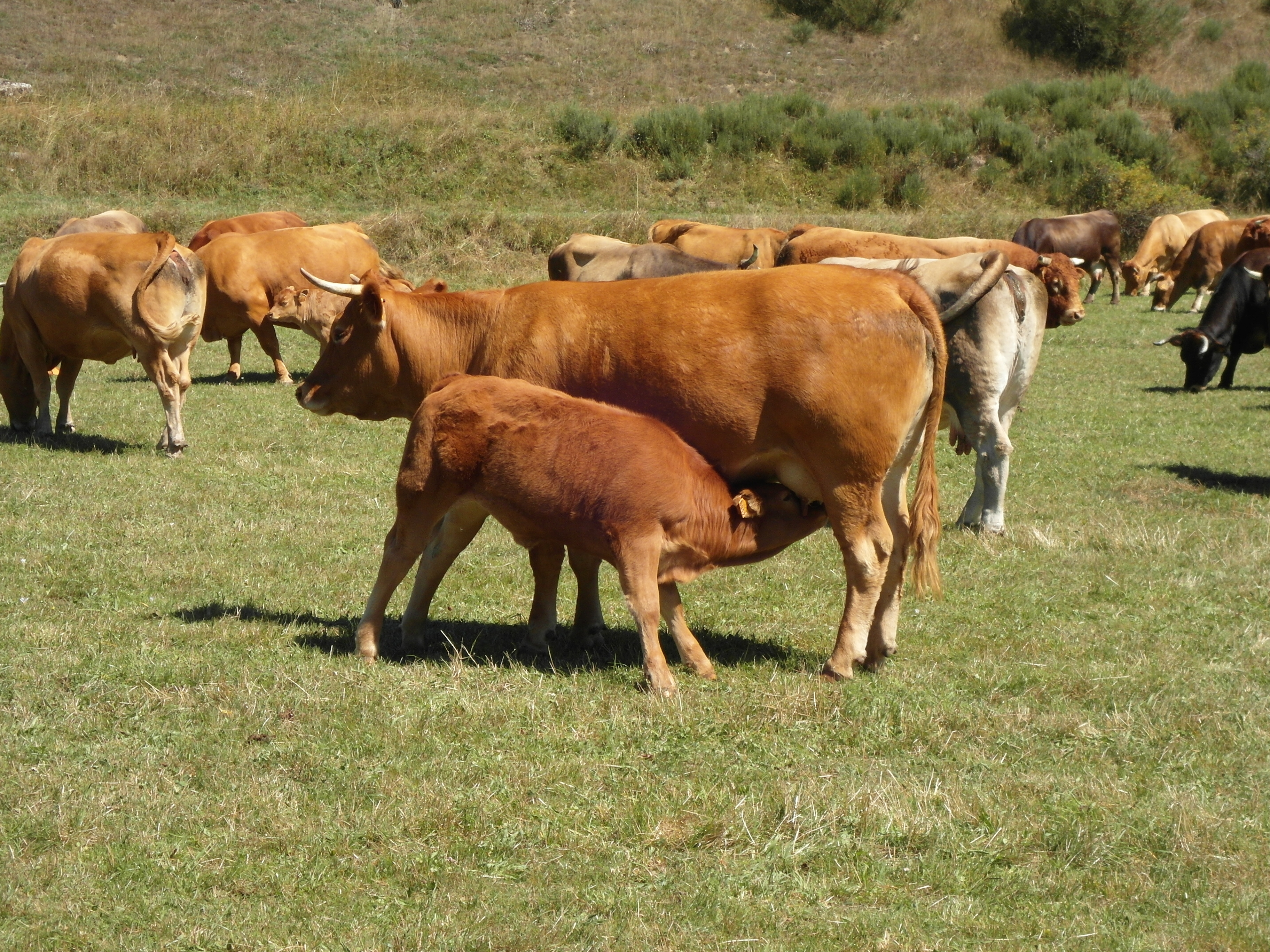
Vacas en los prados de Martín Díez

En el siglo XX algunos vecinos del pueblo se dedicaron a la minería en las minas locales –minas de cinabrio en la zona del puerto de las Señales– y a la minería de carbón en Asturias y en la zona de Sabero.
La Uña fue frente de guerra durante el primer año de la guerra civil. Restos de la guerra pueden encontrarse como fortificaciones en las peñas a la salida del pueblo hacia el puerto de Tarna, trincheras en el alto La Llana y el pico Venero, así como restos de algún búnker en la zona del puerto de Tarna.
Durante los siglos XVIII, XIX y primera mitad del siglo XX se produjeron varios movimientos migratorios a América y Europa y en la segunda mitad del siglo XX a León, Asturias, Madrid y al País Vasco, fundamentalmente.
En la actualidad el pueblo tiene su actividad principal en el sector ganadero de vacuno y equino.

## Demografía
Según los datos del padrón continuo por unidad poblacional del INE, La Uña contaba en 2022 con 36 habitantes –24 varones y 12 mujeres–. Como se puede observar en la tabla siguiente, la población registra un progresivo descenso en el siglo XXI, que ya se observaba desde el último tercio del siglo pasado, consecuencia de la emigración hacia núcleos más grandes y dinámicos, la ausencia de nacimientos y el envejecimiento de la población. En las últimas décadas es frecuente que residentes en el pueblo pasen los meses de invierno en las ciudades; así en el invierno 2022-2023 solo se pudieron contar 13 residentes fijos en el pueblo, cuando en los años 50 del siglo pasado superaban los 250 –muchos de ellos niños y jóvenes–. Por otra parte, también es habitual que personas no empadronadas en el pueblo habiten en él durante los meses de mejor temperatura.
| Evolución demográfica de La Uña en el siglo XXI | Evolución demográfica de La Uña en el siglo XXI | Evolución demográfica de La Uña en el siglo XXI | Evolución demográfica de La Uña en el siglo XXI | Evolución demográfica de La Uña en el siglo XXI | Evolución demográfica de La Uña en el siglo XXI | Evolución demográfica de La Uña en el siglo XXI | Evolución demográfica de La Uña en el siglo XXI | Evolución demográfica de La Uña en el siglo XXI | Evolución demográfica de La Uña en el siglo XXI | Evolución demográfica de La Uña en el siglo XXI | Evolución demográfica de La Uña en el siglo XXI | Evolución demográfica de La Uña en el siglo XXI | Evolución demográfica de La Uña en el siglo XXI | Evolución demográfica de La Uña en el siglo XXI | Evolución demográfica de La Uña en el siglo XXI | Evolución demográfica de La Uña en el siglo XXI | Evolución demográfica de La Uña en el siglo XXI | Evolución demográfica de La Uña en el siglo XXI | Evolución demográfica de La Uña en el siglo XXI | Evolución demográfica de La Uña en el siglo XXI | Evolución demográfica de La Uña en el siglo XXI | Evolución demográfica de La Uña en el siglo XXI | Evolución demográfica de La Uña en el siglo XXI |
| ----------------------------------------------- | ----------------------------------------------- | ----------------------------------------------- | ----------------------------------------------- | ----------------------------------------------- | ----------------------------------------------- | ----------------------------------------------- | ----------------------------------------------- | ----------------------------------------------- | ----------------------------------------------- | ----------------------------------------------- | ----------------------------------------------- | ----------------------------------------------- | ----------------------------------------------- | ----------------------------------------------- | ----------------------------------------------- | ----------------------------------------------- | ----------------------------------------------- | ----------------------------------------------- | ----------------------------------------------- | ----------------------------------------------- | ----------------------------------------------- | ----------------------------------------------- | ----------------------------------------------- |
| Años                                            | 2000                                            | 2001                                            | 2002                                            | 2003                                            | 2004                                            | 2005                                            | 2006                                            | 2007                                            | 2008                                            | 2009                                            | 2010                                            | 2011                                            | 2012                                            | 2013                                            | 2014                                            | 2015                                            | 2016                                            | 2017                                            | 2018                                            | 2019                                            | 2020                                            | 2021                                            | 2022                                            |
| Habitantes                                      | 72                                              | 74                                              | 73                                              | 72                                              | 69                                              | 69                                              | 65                                              | 62                                              | 64                                              | 62                                              | 57                                              | 58                                              | 55                                              | 48                                              | 45                                              | 45                                              | 43                                              | 40                                              | 38                                              | 38                                              | 37                                              | 38                                              | 36                                              |

## Servicios

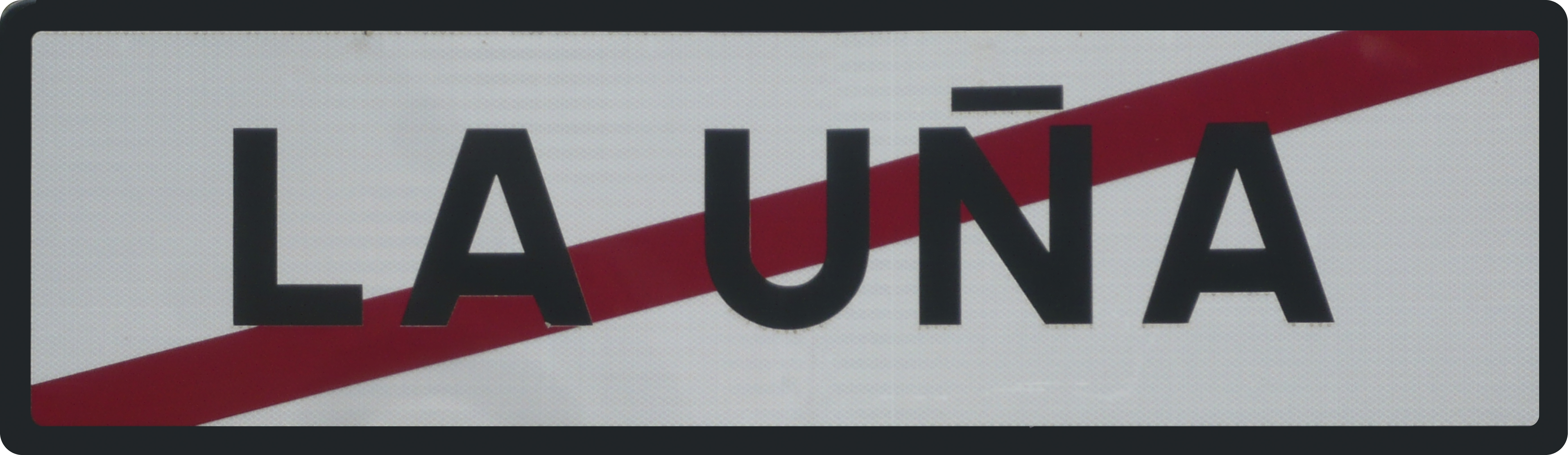
Cartel de salida

Consultorio médico: En el local situado en la plaza de la Camperina, todos los miércoles por la mañana.
Polideportivo: A la derecha, tras pasar el puente sobre el río Esla. Cancha polideportiva de cemento. Campo de fútbol de hierba. Acceso libre.
Zona de acampada: Al ser parte del Parque Regional Montaña de Riaño y Mampodre, la acampada está prohibida salvo en las zonas destinadas a este fin. En La Uña la zona de acampada está pasando el río Esla por el puente, siguiendo la dirección de la senda La Uña-Pío, poco después de la casa, en las antiguas eras de Grandicio.
Farmacias: Las más próximas en Lario y Riaño.
Transporte público: Autobuses ALSA desde León a Riaño. Para ir de Riaño a la Uña se puede usar el transporte a la demanda.

## Cultura

### Patrimonio

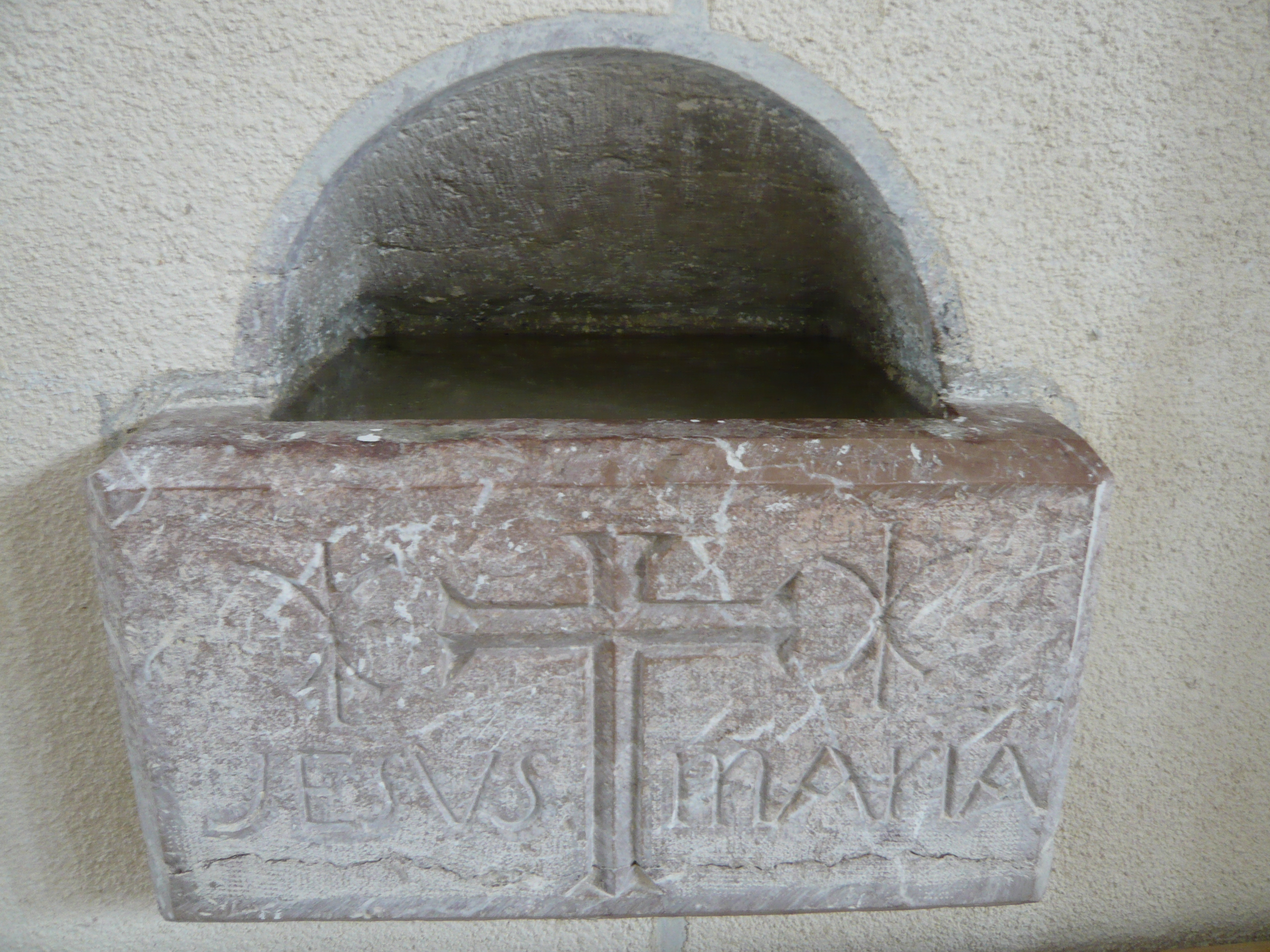
Pila de agua bendita. Iglesia de La Uña

- Iglesia Parroquial: Data de los años sesenta del siglo pasado. Se optó por realizar una nueva dado que la antigua estaba en muy mal estado. La portada es del siglo XVIII. Tiene tallas de San Cristóbal, del Sagrado Corazón, de la Virgen del Rosario –procedente de Éscaro–, de la Inmaculada y de San Antonio. En la iglesia antigua había también tallas de San Roque y Santa Águeda.[7]
- Fuente de la Turriente: Estupenda agua al pie de la carretera del puerto de Tarna, a un kilómetro del pueblo aproximadamente.
- Área de los Carbellares: Lugar con mesas para comer, de reciente creación.
- Ermita medieval de San Miguel: En los prados de la vega de Riosol. Se llega desde el área de los Carbellares andando en dirección a Valdosín. Son los restos de una ermita románica de los siglos XI-XIII. Es de reseñar que a menudo se construían iglesias o ermitas dedicadas a San Miguel Arcángel en aquellos lugares en los que aconteció alguna batalla en agradecimiento.
- Peña El Castiello. En el camino al valle de Valdosín, poco antes de acceder al valle, se encuentra la Peña El Castiello, atalaya natural rocosa, dónde existía una torre, que según José Avelino Gutiérrez González en su libro "Fortificaciones y feudalismo en el origen y formación del reino de León",[30] servía de puesto de control.

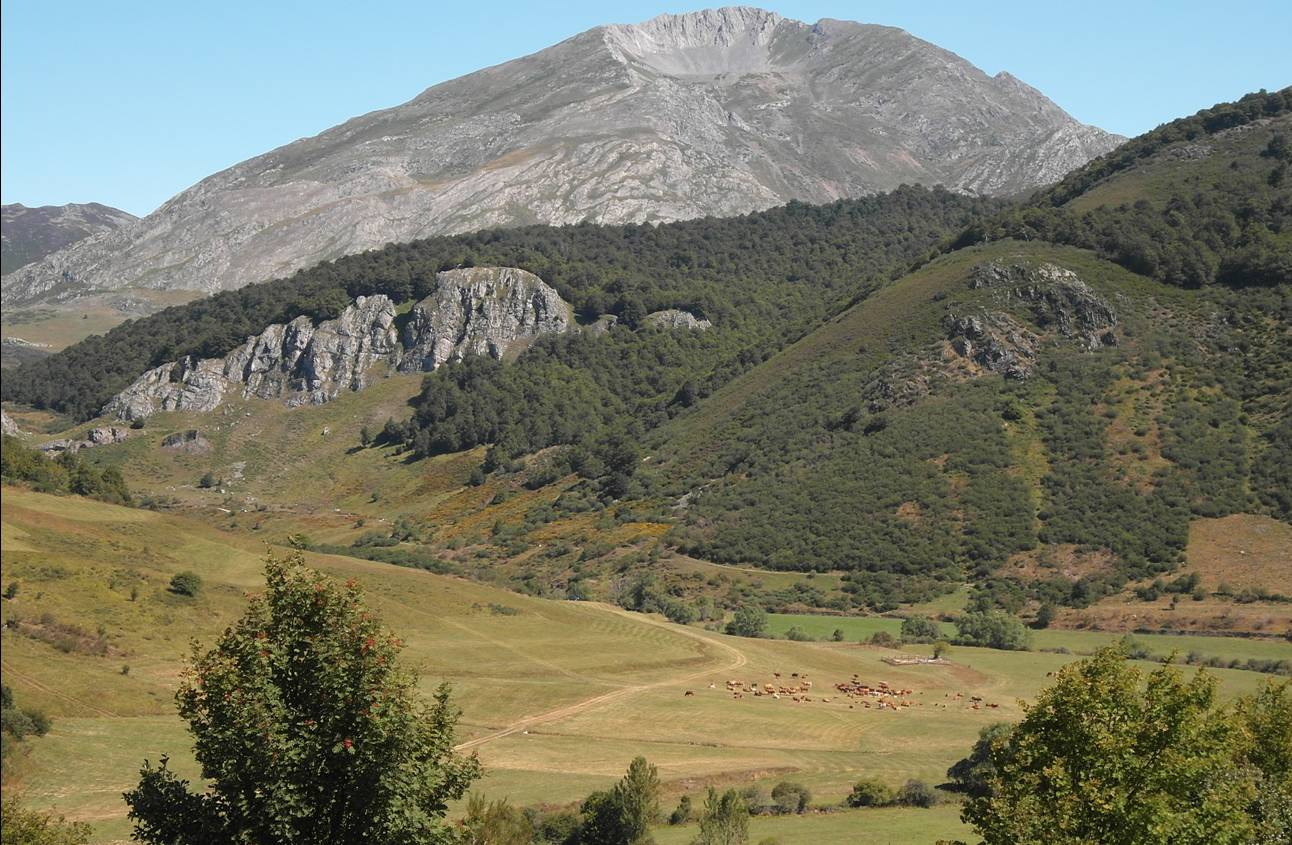
Vega de Riosol y restos de la ermita de San Miguel. Al fondo Peña Ten

- Valdosín: valle perteneciente a los pueblos de La Uña, Burón, Lario y Polvoredo. Se puede ver el megalito de Valdosín, el nacimiento del Esla, el acebal, la hayona de Valdosín, las majadas de los pastores, etc.
- La Vega Lloso: Zona de castros prerromanos y túmulos funerarios.
- Turberas de San Rabida: Las turberas son medios húmedos formados por acumulación de diferentes especies de musgos, que tienen gran interés botánico, faunístico y paisajístico, así como en la regulación de los ciclos hidrológicos. Las turberas de San Rabida se encuentran pasados la caseta y el corral de La Horcada y, en la actualidad, se encuentran valladas para evitar los pisoteos del ganado, según el cartel informativo.

### Tradiciones
Se mencionan, entre otras, algunas tradiciones que se mantienen vivas, junto con otras recuperadas y otras olvidadas, para que haya al menos constancia de su existencia en otros tiempos.
- El juego de los bolos leoneses: En La Uña se juega a los bolos leoneses con bola cacha –bola semiesférica de madera–. Durante los meses de julio y agosto, los fines de semana y casi todas las tardes hasta el anochecer hay partidas de bolos. Bolera y bar del pueblo son los dos lugares de reunión habituales. La bolera se encuentra en la plaza de la Camperina, junto al cementerio.

Pendón de La Uña

- El pendón: Ha sido remozado en los últimos años. El pendón de La Uña tiene de siete franjas horizontales de igual anchura -25 cm-, alternándose los colores rojo y verde -4 franjas rojas y 3 verdes-, con una cenefa dorada de 5 cm de ancho entre cada una de las franjas horizontales. El borde libre acaba en dos picos de diferente longitud, siendo más largo el borde superior. La tela va insertada en un mástil de madera de 5 metros, que acaba rematado en una cruz metálica dorada. El pendón va delante de la gente en las procesiones o en las ocasiones en que hay una representación popular de la localidad.
- Antruido: Las fiestas y los disfraces de carnaval.[24][31] Siguieron celebrándose después de la guerra civil, aunque no estaba permitido taparse la cara.
- El hombre del saco y el tío del unto o "sacamantecas": Eran los personajes con los que se metía miedo a los niños si no se portaban bien. El hombre del saco se llevaba a los niños metidos en un saco. El tío del unto les rajaba la barriga y les “sacaba las mantecas” (así).

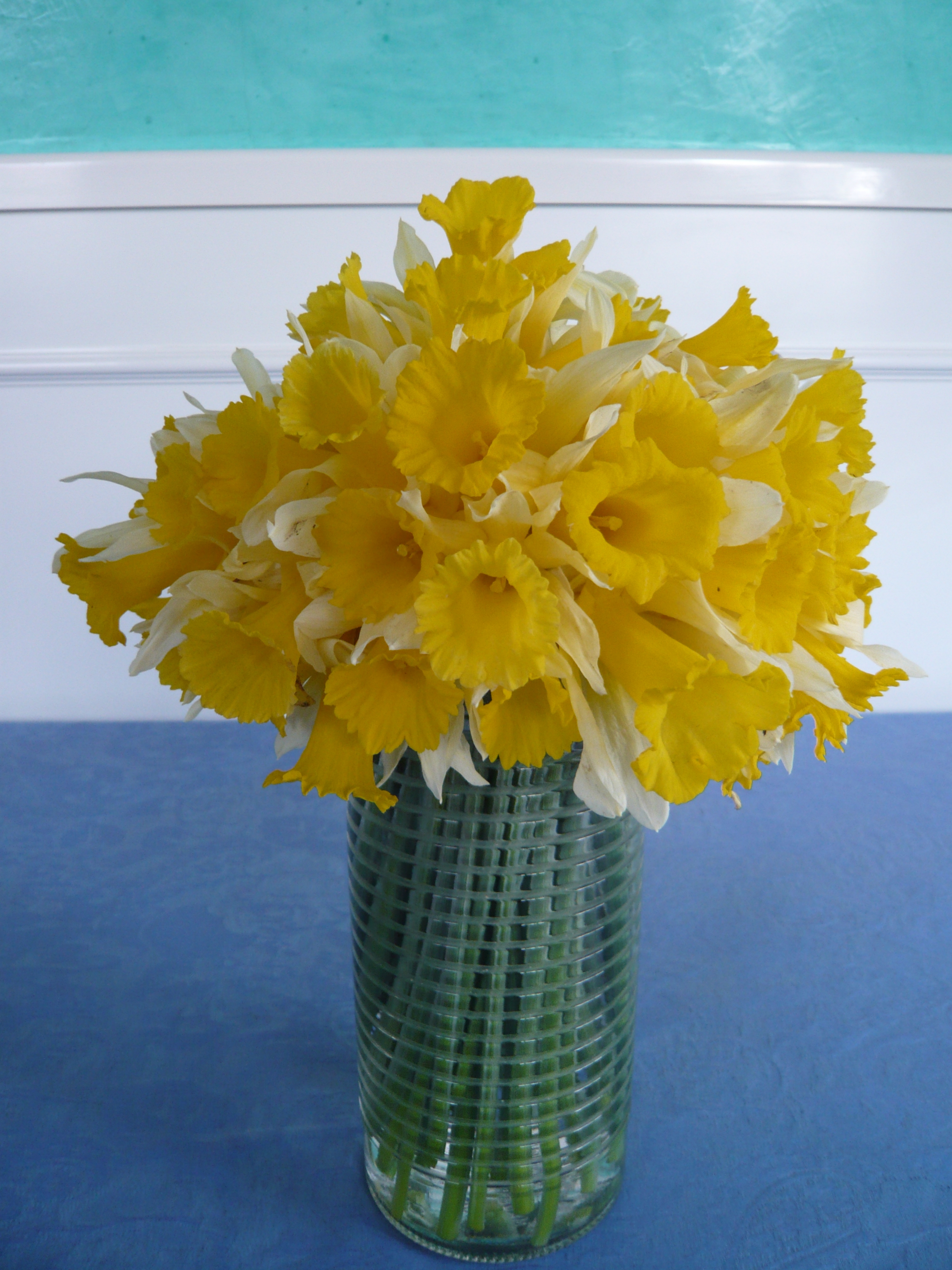
Ramo de grillandas

- Las grillandas: En el mes de mayo los prados más húmedos del pueblo se alfombran de grillandas –llamadas en otras zonas capilotes y narcisos– dando un espectacular color amarillo a los prados. Es tradicional adornar con las grillandas la iglesia y las casas para celebrar la llegada de la primavera, algo tardía en estos lugares.
- Los derechos: Es el pago que debe realizar un forastero que quiera casarse con una moza del pueblo. El pago se lo hace a la mocedad del pueblo, habitualmente haciéndose cargo de los gastos de la bebida o algo de picar en la celebración organizada para el caso. Algo así como las despedidas de soltero de ahora, pero a cargo del novio.
- La hila: Reuniones que mantenían las gentes del pueblo, después de cenar, en las largas noches de invierno, y en las que se charlaba, se contaban historias y se hacían algunas labores manuales. Había varias casas en el pueblo donde se hacían hilas; eran casas donde la gente tendía a juntarse porque sus propietarios eran acogedores y sus cocinas halladeras. Acabó con la hila la llegada de la televisión.
- Los prados de las ánimas: En el pueblo de La Uña las ánimas tienen prados. Los beneficios del arrendamiento de estas fincas se dedican a misas por las ánimas benditas del pueblo, para que tengan una mejor vida eterna.
- El padresanto: Morcilla realizada al estilo tradicional de León -con sangre, cebolla, unto y pan-, embutida en tripa cular, que se comía en Nochebuena después de la “misa de gallo”.
- El pan de los pobres o pan de la caridad: Hogaza de pan que sobre un paño blanco se ofrecía y bendecía en la misa del domingo. Cada domingo le correspondía a una casa del pueblo la ofrenda del pan. A la salida de la misa se daba una pequeña rebanada de pan a cada asistente, a la vez que se besaba un portapaz. El resto se repartía entre los pobres o necesitados –si los había-, o era para el señor cura. Desapareció esta tradición a mediados del siglo XX.

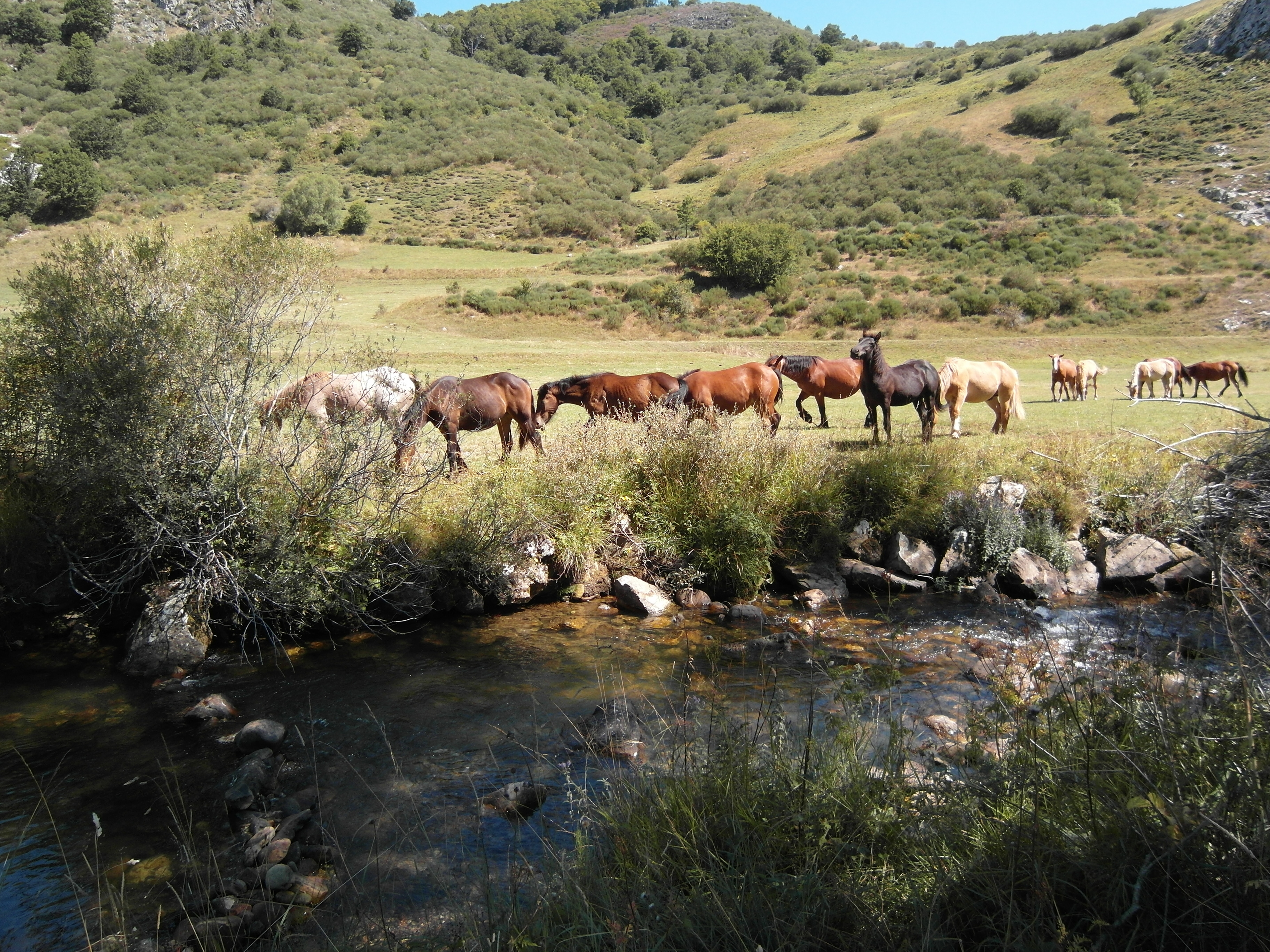
Vecera de las yeguas junto al Esla

- Las veceras: Eran el cuidado comunitario de los ganados del pueblo.[32] En los años cuarenta había veceras de duendas –vacas de trabajo, la pareja–, paridas, la cabaña –novillas–, anojas, anojos, jatos, cabras y ovejas, chivos y corderos, y yeguas. Años antes hubo también de cerdos. Las veceras se cuidaban por turno, siguiendo un orden perfectamente establecido, y dependiendo los días de cuidado del número de animales que cada vecino tuviera en la vecera. Había un territorio propio de cada vecera, así las duendas en la Boyería, las paridas en el Llano la Cuesta, la cabaña en Valdosin, etc.
- Las peleas de toros: Hace años, cada pueblo tenía su toro. Era frecuente, en primavera y verano, enfrentar al toro del pueblo con el toro de otros pueblos cercanos. Era una manera de organizar una fiesta y competir con otros pueblos, en lugar de hacerlo al fútbol o a los bolos. Otros ven en su origen asuntos más prácticos, como que al competir al inicio del tiempo de pastar en el campo, ya quedaba claro el toro dominante para toda la temporada, y eso evitaba peleas posteriores no controladas. Se acabaron estas peleas en los años 50 del siglo pasado. Cuentan que los topetazos de los cuernos y cabezas de los toros hacían restallar las montañas desde el macizo del Mampodre a Peña Ten.

### Fiestas
San Cristóbal

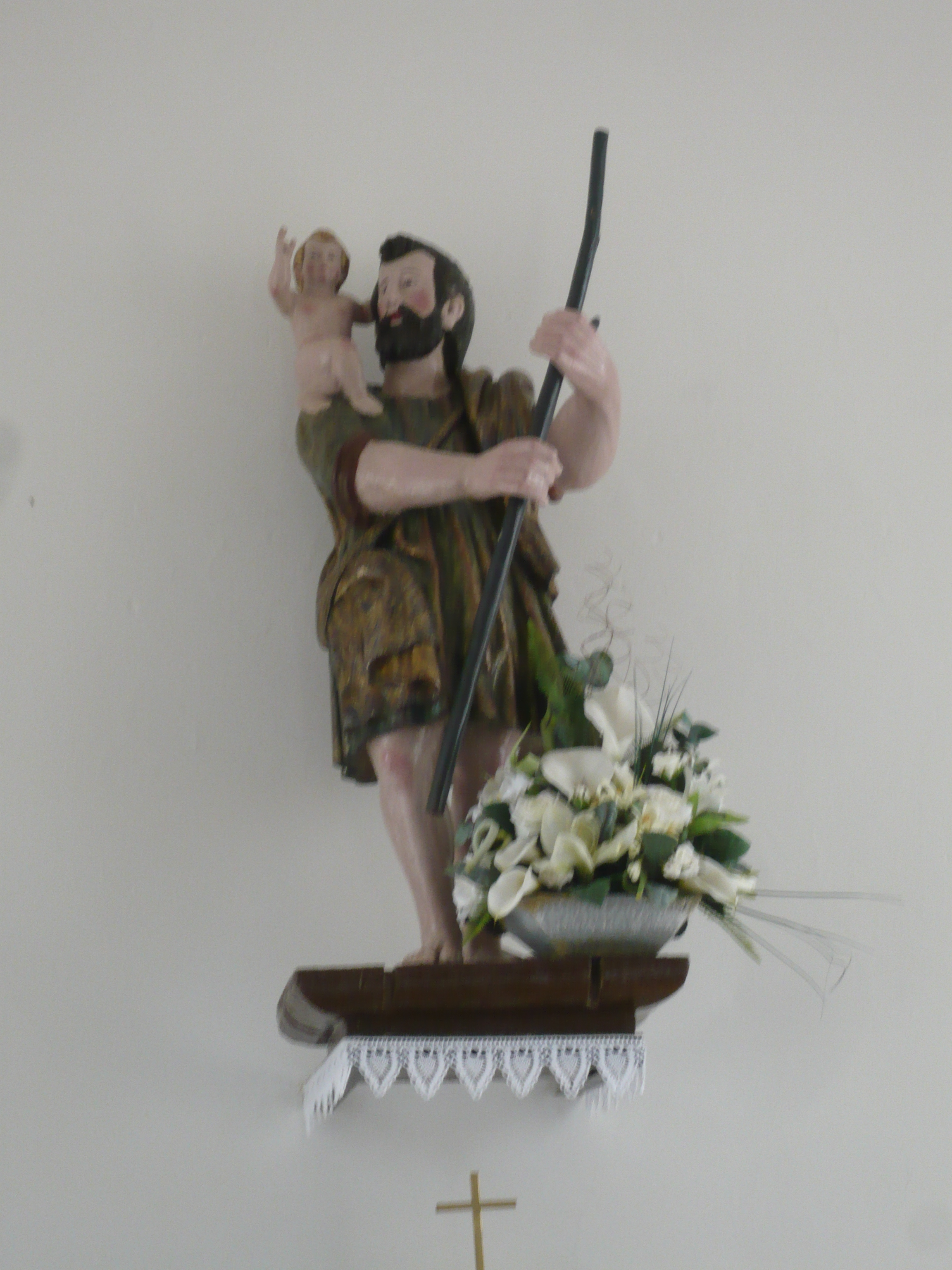
Imagen de San Cristóbal en la iglesia de La Uña

San Cristóbal es el patrón del pueblo y su fiesta el 10 de julio. Hay misa y procesión con el santo y el pendón. No faltan el concurso de bolos y el baile.
La fiesta de agosto
En las dos últimas décadas, un fin de semana de la primera quincena de agosto se celebra una fiesta de verano, más concurrida que las fiestas patronales, por estar presentes más hijos del pueblo de vacaciones. No faltan el concurso de bolos y la verbena hasta el amanecer.
Comida del pueblo
Desde los últimos años del siglo XX se viene realizando una comida de hermandad para todo el pueblo a mediados del mes de agosto.
Romerías y Ferias
- Romería de Riosol: Aunque perteneciente a Maraña, se tiene una gran devoción en el pueblo a la Virgen de Riosol, a cuya romería el 15 de agosto acude la mayor parte del pueblo. Es una Virgen también muy venerada en la cuenca minera del Nalón.
- Feria de Ventaniella: Es tradicional la asistencia a esta feria ganadera, ya en Asturias, que tiene lugar el 24 de agosto.
- Feria de Arcenorio: También en terreno asturiano. Hace años era otra feria de asistencia obligada, aunque ahora no tanto, por sus fechas y porque su acceso exige un mayor esfuerzo. Se celebra el 8 de septiembre. Antaño era fiesta y feria en La Uña.

### Gastronomía

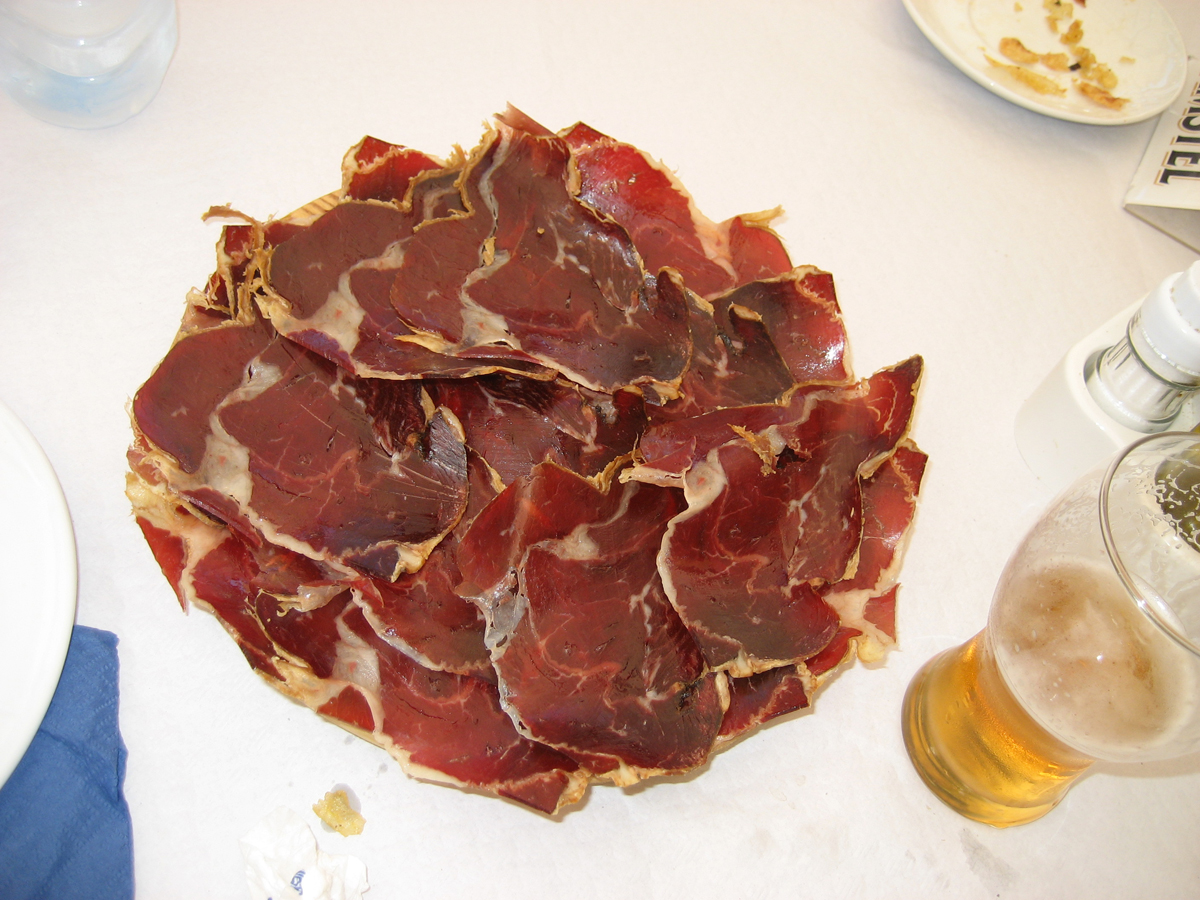
Plato de cecina

La gastronomía de la Uña es la propia de la Montaña de Riaño. Muy buenos embutidos y cecinas, junto con la excelente carne de vacuno y equino de Valdeburón. Mención especial merecen las morcillas de la zona.

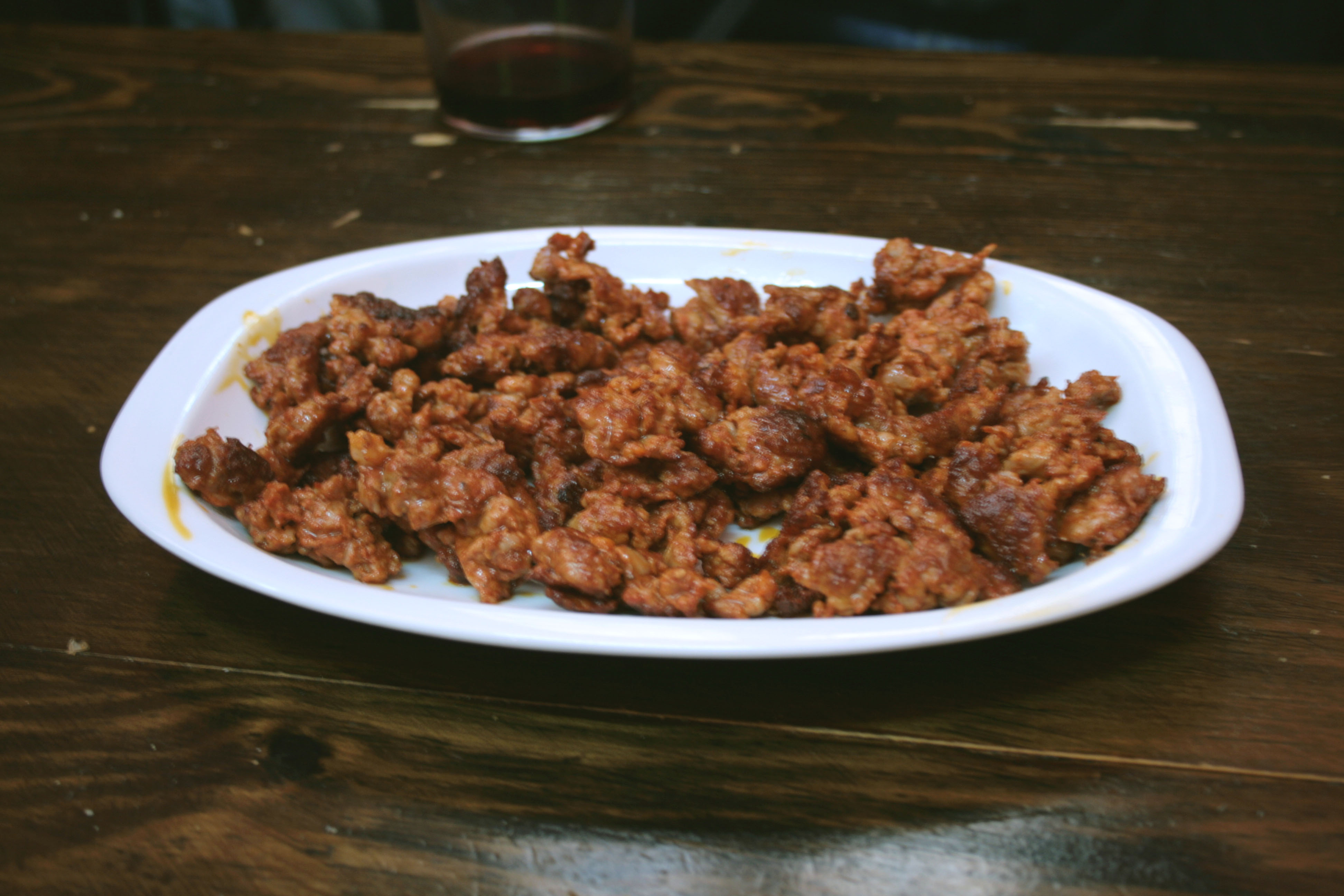
Adobo o picadillo

La cocina es sencilla y tradicional, con su base en los cocidos de legumbres, las patatas guisadas con carne o costilla, las sopas de ajo, los embutidos, la cecina, el jamón y la lengua de vaca curada, las truchas fritas y escabechadas, la morcilla, el adobo o picadillo, los guisos de carne de vacuno y de caza, las setas de la zona en primavera y el queso quemón. Se mantienen en ocasiones especiales y fiestas de verano algunos recuerdos de la cocina pastoril como la caldereta y la chanfaina.
En la repostería lo más destacado son las rosquillas de sartén, el arroz con leche, las mantecadas, los sequillos, el mazapán y el flan, todos ellos elaborados con productos de la zona. En La Uña hubo durante la primera mitad del siglo XX una fábrica de mantequilla. La mantequilla de la montaña de León, elaborada con la leche de las vacas de la raza mantequera leonesa –hoy extinguida–, era la más cotizada del país para la elaboración de repostería fina.

### Actividades deportivas
Pesca de la trucha
El pueblo de La Uña está atravesado por el río Esla, siendo un lugar destacado en la pesca de truchas y cuenta en el pueblo con buenos pescadores. Todo el mundo dice que desde la construcción del pantano de Riaño el río no es lo que era.
Caza mayor
El pueblo forma parte de la Reserva Regional de caza de Riaño, siendo muy buena zona para la caza de corzo, rebeco, venado y jabalí.
Senderismo y montaña

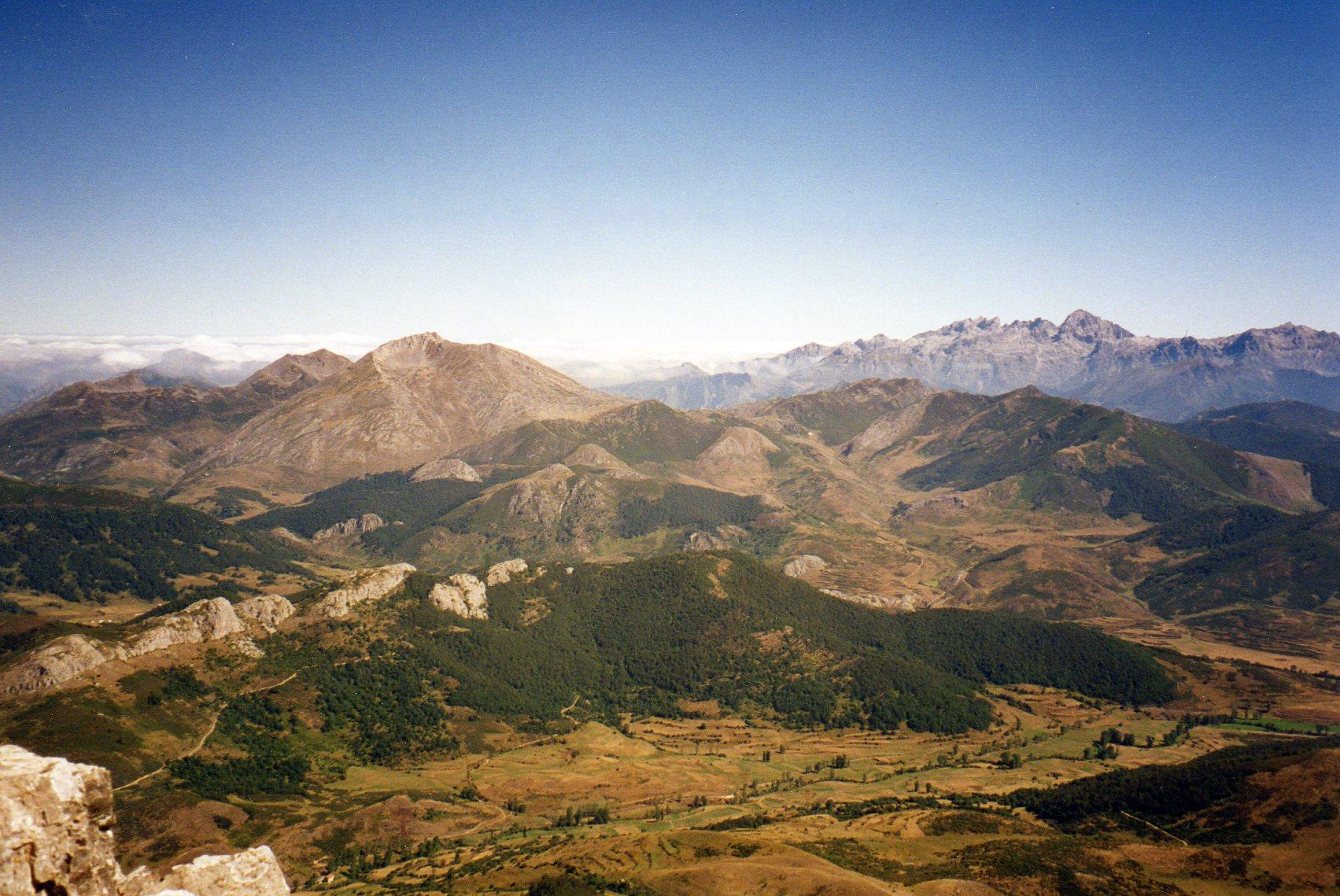
A la izquierda la Peña Ten y Pileñes detrás. Al fondo a la derecha los Picos de Europa

El pueblo de La Uña es un buen lugar para el senderismo y las actividades de montaña. Se pueden realizar un gran número de rutas, desde las más sencillas –Canto Caído, La Torbenera, Peña La Mar, Valdosín, La Horcada, Campos de Maria, Vega Lloso…–, algo más exigentes – Corón de los Tejares, Joyo Robledo, Pico Venero, Ventaniella– más complicadas –subida peña Ten, Arcenorio, senda La Uña-Pío…–. Igualmente son destacables las paredes calizas en la zona de la Torbenera para la escalada de aprendizaje y de entrenamiento. Como actividades de senderismo y montaña merecen especial mención la excursión a Valdosín, la ascensión a la Peña Ten, las dos rutas señalizadas y las dos grandes rutas que pasan por el pueblo.
- Excursión a Valdosín: Se puede acceder por la carretera en dirección al puerto de Tarna, cruzando el río por el puente a la altura de la fuente de la Turriente, o siguiendo hasta el área de los Carbellares, atravesar la pradería y seguir las indicaciones de la ruta hacia Ventaniella, cruzando el río por un pequeño puente. Algo más difícil es el acceso desde la Uña, por la Horcada y la sierra El Cuende. En Valdosin es imprescindible ver el nacimiento del río Esla, el monumento megalítico, los grandes acebos, las casetas de pastores de los pueblos y la hayona que se encuentra señalizada al poco de la entrada en el valle.

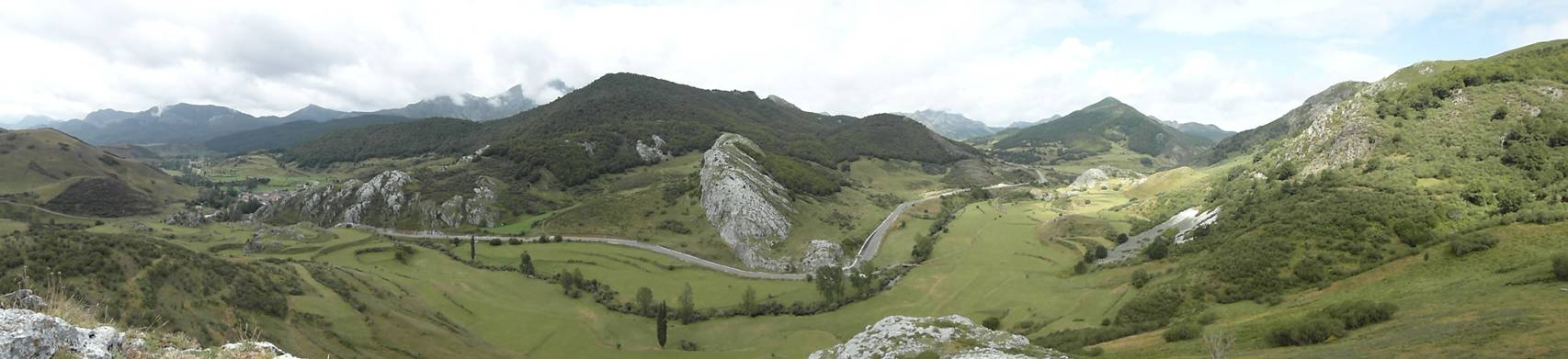
Carretera hacia el puerto de Tarna. En la curva está la fuente La Turriente y a la derecha los prados de Martín Diez

- Ascensión a la Peña Ten (2140 m): Desde el pueblo de La Uña se puede ascender a la Peña Ten, accediendo por tres rutas fundamentalmente:[35][36]

1. La Uña > carretera del puerto de Tarna > Fuente de la Turriente > Valdosín > Subida Peña Ten.
2. La Uña > Las Vallinas > La Horcada > Sierra El Cuende > Las Corvas > Subida Peña Ten.
3. La Uña > Campos de María > Carcedo > Fonfría > Subida Peña Ten.

- Senda La Turriente-Ventaniella [PR LE-20]: Se llega del modo indicado a Valdosín. A la altura de unos corrales para el ganado se sigue la senda indicada, pasando por la parte de arriba de los corrales, cruzando el arroyo y siguiendo el camino que va ascendiendo hasta el alto del puerto. Tras caminar un kilómetro por el alto comienza la fuerte bajada hacia Ventaniella.
- Senda La Uña-Pio [S-12]: Se inicia la ruta en La Uña pasando el puente sobre el río Esla y cogiendo el camino señalado que sube el Melendrín y lleva a los Campos de María. Desde aquí se sigue el camino hacia la izquierda siguiendo el arroyo de Carcedo para ascender a la collada de Valdemagán e iniciar la bajada a Pío.

### Grandes rutas
Además de los múltiples paseos y excursiones por el entorno del pueblo y sus montañas, por La Uña y sus inmediaciones pasan dos grandes rutas españolas:
- El   GR-1 , es un sendero de Gran Recorrido cuyo trazado arranca en las ruinas de Ampurias (Gerona) y atraviesa todo el norte de España hasta finalizar en Finisterre (La Coruña). Su trayecto en la provincia de León es el siguiente: Valverde de la Sierra, Besande, Puerto de Monteviejo, Prioro, Tejerina, Collada de Mostagerosa, Remolina, Los Robledales, Las Salas, Puerto de Pando, Salamón, Ciguera, Lois, Pico Lázaro, Acebedo, Maraña, Riosol, Puerto de Tarna.[37] Desde La Uña se puede acceder al GR-1 bajando hasta el cruce de Maraña e incorporándose algo más allá, tras pasar el puente, al antiguo camino de Acebedo a Maraña. Por otra parte el camino desde Acebedo a Riosol y puerto de Tarna por la Uña se puede considerar un trayecto alternativo al señalizado en el GR-1. Una buena excursión es la Circular GR-1/Riosol/La Uña: La Uña > tomar GR-1 en el cruce de Maraña > Maraña > collado Cagüezo > Puerto de Tarna > Riosol > Vega del Pino > Martindiez > La Uña.

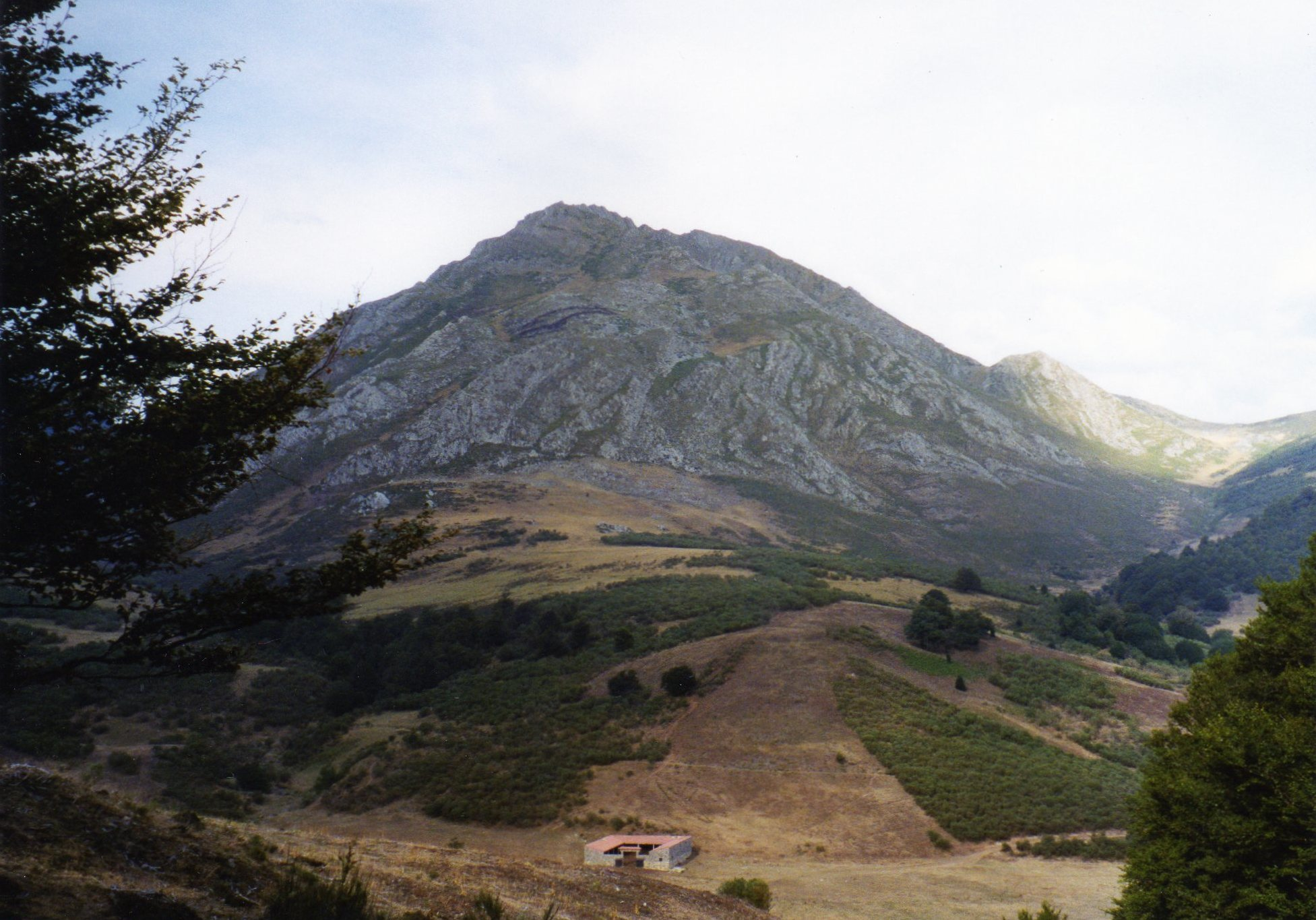
Corral de ganado en Valdosín y Peña Ten

- La Cañada Real Leonesa Oriental, vía pecuaria que comienza en las montañas de Riaño y acaba en Montemolín (Badajoz), ya casi en el límite con la actual provincia de Huelva y del histórico reino de León antes de la división provincial, después de 750 km, que recorrían dos veces al año nuestros pastores con los rebaños. Tradicionalmente se considera a los valles de Valdosin y Riosol como el inicio de la Cañada Real Leonesa Oriental. Los rebaños procedentes de otras zonas de la montaña oriental se unían a dicha cañada en uno u otro lugar según conviniese a su desplazamiento. Según la descripción de JM Escanciano en 1852, tiene dos ramales de inicio, uno que comienza en La Uña y otro en Anciles. El ramal más largo es el que comienza en La Uña y se une al otro en terreños de Prioro: "La Cañada real de noventa varas cruza por términos de La Uña (Ayuntamiento de Acebedo), Maraña, Acebedo, Lario, Burón, Escaro, Riaño, Pedrosa de la Vega, Salio. Pasa la Cañada por la población citada de Pedrosa, y por el puente del río que viene de tierra de la Reina. Subida del puerto del Pando, para venir a Prioro, el cual tiene más de una legua de travesía; hasta llegar a lo alto de las Lomas, donde se une esta Cañada con la pasada o apartadero antes referido, que baja de Anciles: juntándose también en dicho sitio el término de la Villa del Monte y el de Prioro".[38]